# Campionato mondiale di Formula 1 2019
Il campionato mondiale di Formula 1 2019 organizzato dalla FIA è stato, nella storia della categoria, il 70º ad assegnare il campionato piloti e il 62º ad assegnare il campionato costruttori. È iniziato il 17 marzo 2019 e si è concluso il 1º dicembre, dopo ventuno gare, come la stagione precedente.

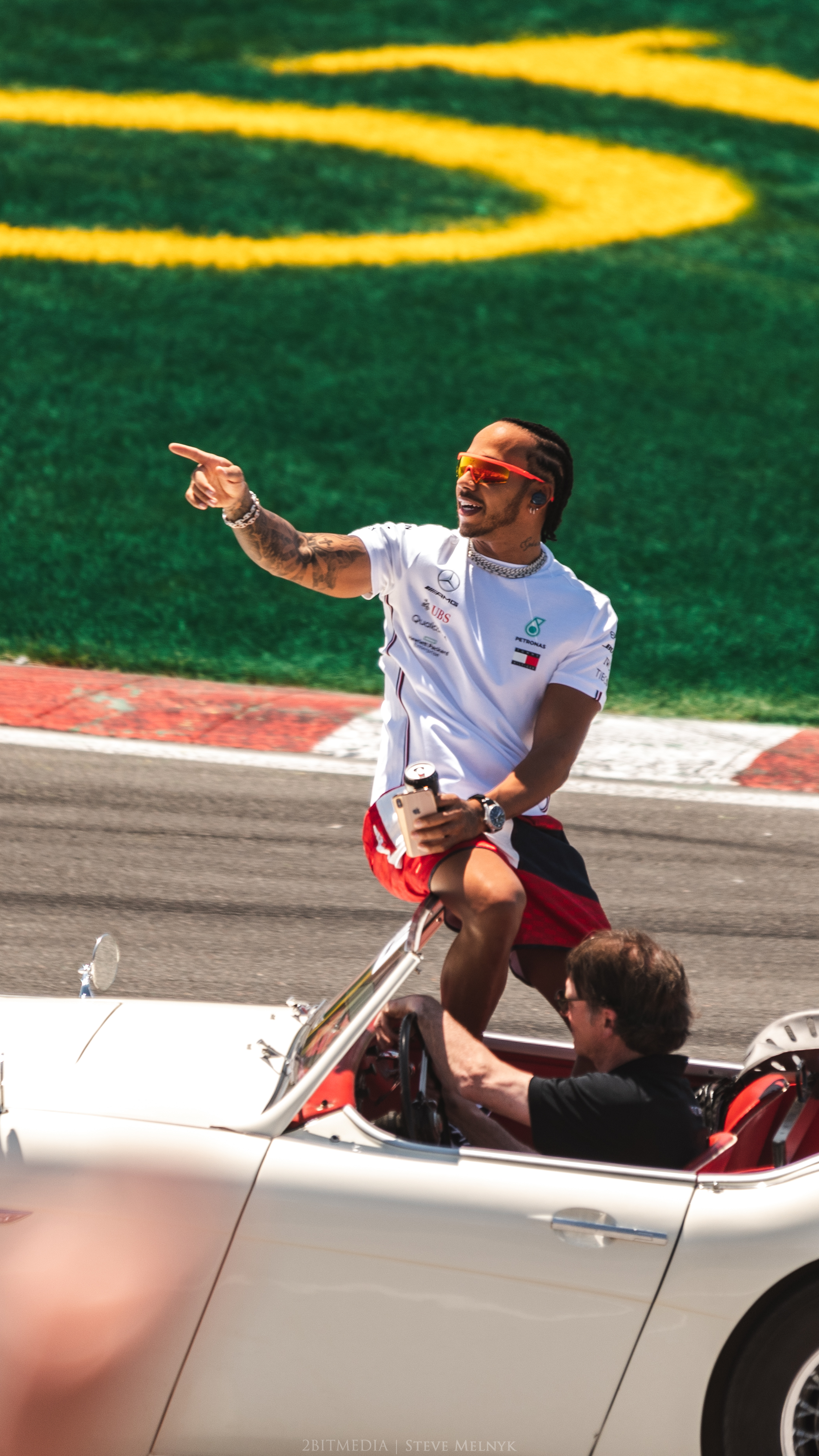
Lewis Hamilton si aggiudica per la sesta volta il titolo piloti.

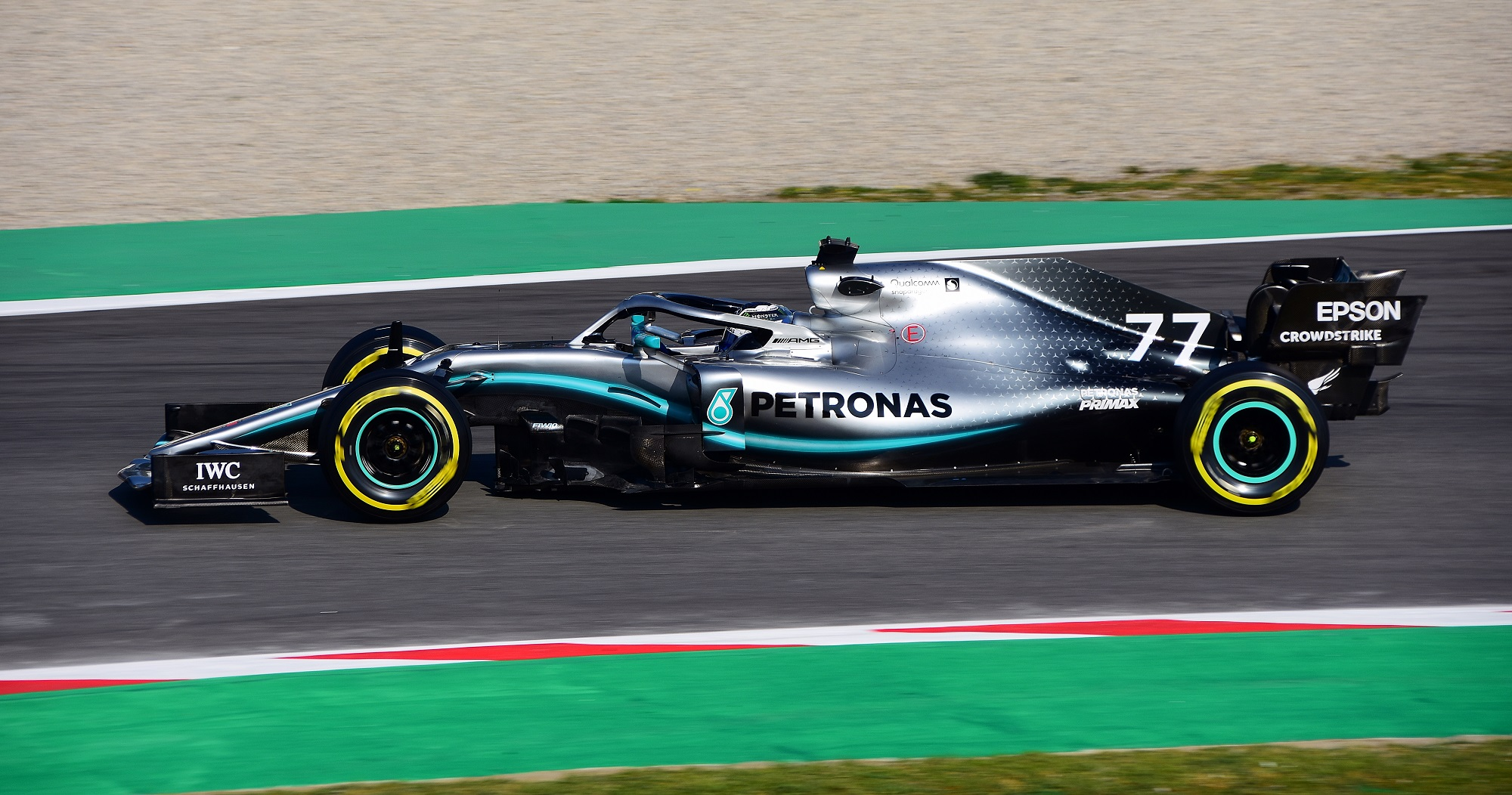
La Mercedes vince il suo sesto titolo costruttori di fila.

Lewis Hamilton e la Mercedes si sono confermati ancora una volta campioni del mondo piloti e costruttori. Per il pilota britannico si è trattato del sesto titolo mondiale piloti, il terzo consecutivo, mentre la scuderia tedesca ha conquistato il sesto titolo consecutivo del mondiale costruttori, eguagliando il primato detenuto dalla Ferrari del periodo 1999-2004. Inoltre, Hamilton ha stabilito nuovamente il record del maggior numero di punti conquistati in una stagione (413), battendo quello dell'anno precedente.
Per il secondo anno consecutivo tutti i piloti partecipanti al campionato hanno disputato tutti i Gran Premi in calendario.

## La prestagione

### Il calendario

In verde sono segnati i paesi che nel 2019 hanno ospitato un Gran Premio di Formula 1, con sedi del circuito segnate con un punto nero. In grigio scuro sono quelli che li hanno ospitati in passato con gli ex circuiti ospitanti contrassegnati con un punto bianco.

Prima del Gran Premio d'Italia 2018 la Federazione Internazionale dell'Automobile comunica la prima bozza del calendario per la stagione 2019. Rimangono confermate le 21 gare compreso il Gran Premio di Germania, da tenersi ancora a Hockenheim, messo in dubbio nei mesi precedenti. La stagione inizierebbe il 17 marzo, in Australia, e si concluderebbe il 1º dicembre ad Abu Dhabi. Le conferme della gara tedesca e del Gran Premio del Giappone (quest'ultimo fino al 2021) sono agevolate anche dalle sponsorizzazioni, rispettivamente di Mercedes-Benz (con un pagamento di 3 milioni di euro) e Honda. Prima del Gran Premio degli Stati Uniti d'America 2018 la FIA conferma il calendario per la stagione. Il campionato partirà il 17 marzo, con il Gran Premio d'Australia, per concludersi il 1º dicembre, con il Gran Premio di Abu Dhabi. Le gare restano 21, anche se non è ancora confermato il Gran Premio degli Stati Uniti d'America; viene evitato lo svolgimento di tre gran premi per tre domeniche consecutive, come avvenuto nel 2018. Per la prima volta dal 1963 il campionato mondiale effettua una gara a dicembre, mentre, per la prima volta dal 2012, il Gran Premio del Belgio si è disputato a settembre.
| Gara | Nome ufficiale del Gran Premio             | Circuito                       | Sede              | Data         | Ora    | Ora   | Ora   | Diretta TV        |
| Gara | Nome ufficiale del Gran Premio             | Circuito                       | Sede              | Data         | Locale | UTC   | ITA   | Diretta TV        |
| ---- | ------------------------------------------ | ------------------------------ | ----------------- | ------------ | ------ | ----- | ----- | ----------------- |
| 1    | Rolex Australian Grand Prix                | Albert Park Circuit            | Melbourne         | 17 marzo     | 16:10  | 05:10 | 06:10 | Sky Sport F1      |
| 2    | Gulf Air Bahrain Grand Prix                | Bahrain International Circuit  | Manama            | 31 marzo     | 18:10  | 15:10 | 17:10 | Sky Sport F1      |
| 3    | Heineken Chinese Grand Prix                | Shanghai International Circuit | Shanghai          | 14 aprile    | 14:10  | 06:10 | 08:10 | Sky Sport F1      |
| 4    | SOCAR Azerbaijan Grand Prix                | Circuito di Baku               | Baku              | 28 aprile    | 16:10  | 12:10 | 14:10 | Sky Sport F1      |
| 5    | Emirates Gran Premio de España             | Circuit de Catalunya           | Montmeló          | 12 maggio    | 15:10  | 13:10 | 15:10 | Sky Sport F1      |
| 6    | Grand Prix de Monaco                       | Circuit de Monaco              | Monaco            | 26 maggio    | 15:10  | 13:10 | 15:10 | Sky Sport F1, TV8 |
| 7    | Pirelli Grand Prix du Canada               | Circuit Gilles Villeneuve      | Montréal          | 9 giugno     | 14:10  | 18:10 | 20:10 | Sky Sport F1      |
| 8    | Pirelli Grand Prix de France               | Circuit Paul Ricard            | Le Castellet      | 23 giugno    | 15:10  | 13:10 | 15:10 | Sky Sport F1      |
| 9    | myWorld Großer Preis von Österreich        | Red Bull Ring                  | Spielberg         | 30 giugno    | 15:10  | 13:10 | 15:10 | Sky Sport F1      |
| 10   | Rolex British Grand Prix                   | Silverstone Circuit            | Silverstone       | 14 luglio    | 14:10  | 13:10 | 15:10 | Sky Sport F1, TV8 |
| 11   | Mercedes-Benz Großer Preis von Deutschland | Hockenheimring                 | Hockenheim        | 28 luglio    | 15:10  | 13:10 | 15:10 | Sky Sport F1      |
| 12   | Rolex Magyar Nagydíj                       | Hungaroring                    | Mogyoród          | 4 agosto     | 15:10  | 13:10 | 15:10 | Sky Sport F1      |
| 13   | Johnnie Walker Belgian Grand Prix          | Circuit de Spa-Francorchamps   | Stavelot          | 1º settembre | 15:10  | 13:10 | 15:10 | Sky Sport F1      |
| 14   | Gran Premio Heineken d'Italia              | Autodromo nazionale di Monza   | Monza             | 8 settembre  | 15:10  | 13:10 | 15:10 | Sky Sport F1, TV8 |
| 15   | Singapore Airlines Singapore Grand Prix    | Singapore Street Circuit       | Singapore         | 22 settembre | 20:10  | 12:10 | 14:10 | Sky Sport F1      |
| 16   | VTB Russian Grand Prix                     | Sochi Autodrom                 | Soči              | 29 settembre | 14:10  | 11:10 | 13:10 | Sky Sport F1      |
| 17   | Japanese Grand Prix                        | Circuito di Suzuka             | Suzuka            | 13 ottobre   | 14:10  | 05:10 | 07:10 | Sky Sport F1      |
| 18   | Gran Premio de México                      | Autodromo Hermanos Rodríguez   | Città del Messico | 27 ottobre   | 13:10  | 19:10 | 20:10 | Sky Sport F1      |
| 19   | Emirates United States Grand Prix          | Circuito delle Americhe        | Austin            | 3 novembre   | 13:10  | 19:10 | 20:10 | Sky Sport F1, TV8 |
| 20   | Heineken Grande Prêmio do Brasil           | Autódromo José Carlos Pace     | San Paolo         | 17 novembre  | 15:10  | 17:10 | 18:10 | Sky Sport F1      |
| 21   | Etihad Airways Abu Dhabi Grand Prix        | Yas Marina Circuit             | Abu Dhabi         | 1º dicembre  | 17:10  | 13:10 | 14:10 | Sky Sport F1, TV8 |

### La presentazione delle vetture
| Costruttore                      | Telaio        | Data presentazione | Luogo presentazione       |
| -------------------------------- | ------------- | ------------------ | ------------------------- |
| Haas F1 Team                     | VF-19         | 7 febbraio         | Londra                    |
| Red Bull Toro Rosso Honda        | STR14         | 11 febbraio        | Sito web                  |
| ROKiT Williams Racing            | FW42          | 11 febbraio        | Grove                     |
| Renault F1 Team                  | R.S.19        | 12 febbraio        | Enstone                   |
| Mercedes AMG Petronas Motorsport | W10 EQ Power+ | 13 febbraio        | Circuito di Silverstone   |
| SportPesa Racing Point F1 Team   | RP19          | 13 febbraio        | Toronto                   |
| Aston Martin Red Bull Racing     | RB15          | 13 febbraio        | Circuito di Silverstone   |
| McLaren F1 Team                  | MCL34         | 14 febbraio        | Woking                    |
| Scuderia Ferrari Mission Winnow  | SF90          | 15 febbraio        | Stabilimento di Maranello |
| Alfa Romeo Racing                | C38           | 18 febbraio        | Circuito di Catalogna     |

### Test
La FIA conferma le due sessioni di test pre-stagionali da quattro giorni l'una, da disputarsi entrambe sul circuito di Catalogna, la prima dal 18 al 21 febbraio, la seconda dal 26 febbraio al 1º marzo. I test interstagionali si sono effettuati sul circuito di Manama tra il 2 e 3 aprile, e sul circuito di Catalogna tra il 14 e 15 maggio, il martedì e il mercoledì successivi ai rispettivi gran premi.

### Accordi e fornitori

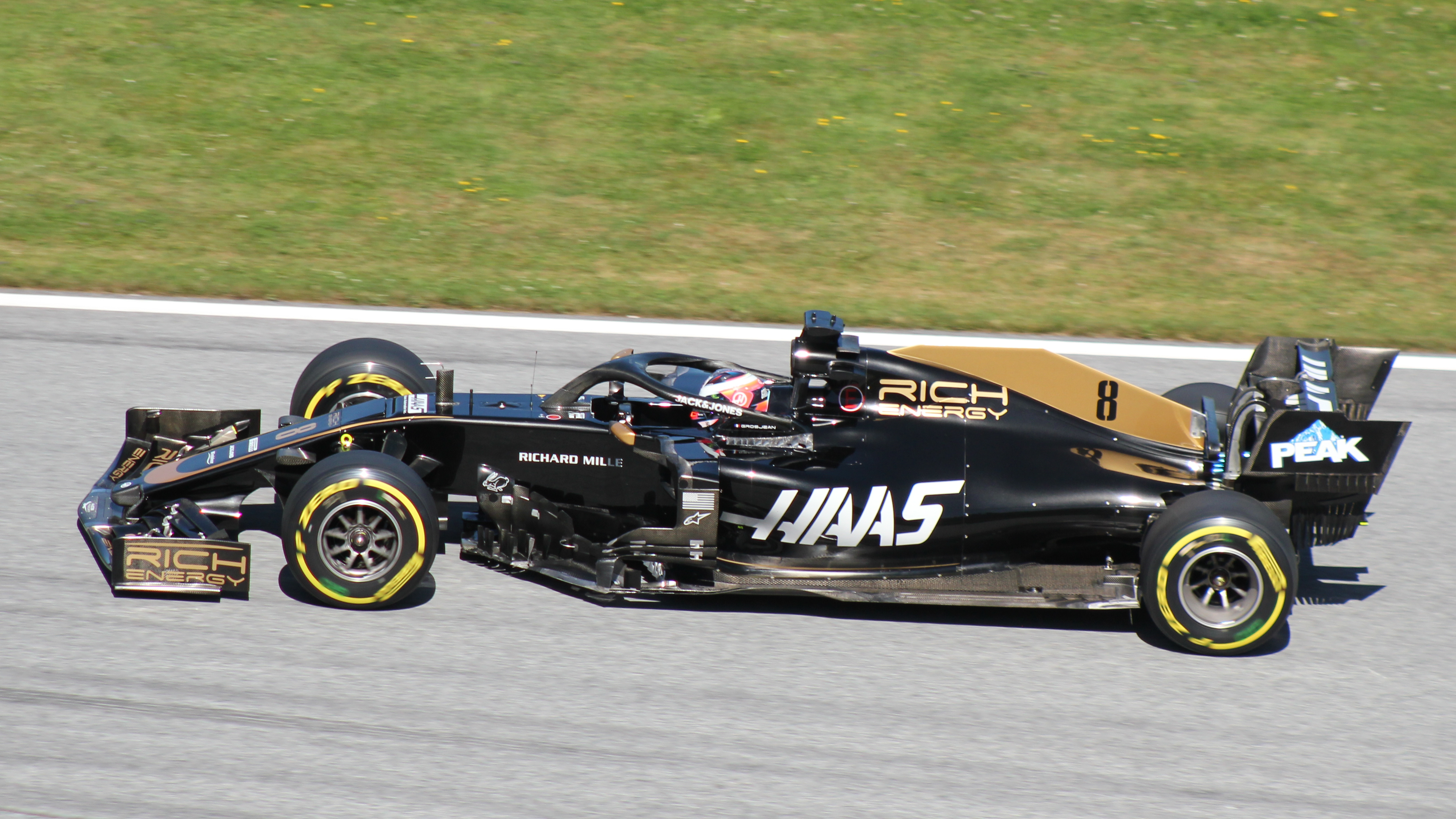
La Haas viene sostenuta nella prima parte di stagione dalla Rich Energy, che diventa title sponsor per la scuderia fino al Gran Premio d'Italia, prima del cessato accordo.

La Red Bull Racing passa, nel biennio 2019-2020, alla motorizzazione della Honda, in luogo della Renault (anche se le power unit erano ribattezzate, per motivi di sponsor, TAG Heuer). La Honda fornisce già i motori alla sua scuderia satellite, la Toro Rosso.
La bevanda energetica Rich Energy diventa title sponsor per la scuderia statunitense Haas. L'azienda produttrice aveva anche tentato di acquistare la Force India, prima di accordarsi con il team nordamericano. La Rich Energy, dal Gran Premio di Gran Bretagna, aveva annunciato la volontà di abbandonare il sostegno alla scuderia, in forza degli scarsi risultati sportivi. Successivamente tale dichiarazione è stata smentita dalla società stessa, per cui lo sponsor rimane sulle livree delle vetture. Dopo il Gran Premio d'Italia, la scuderia statunitense rompe l'accordo di sponsorizzazione; infatti dal successivo Gran Premio di Singapore fino al termine della stagione, il team viene iscritto alle gare solo come "Haas F1 Team", senza il suddetto sponsor.
L'azienda di Philip Morris International Mission Winnow, che si occupa di produrre batterie e caricabatterie per le sigarette elettroniche e altre componenti, diventa title sponsor per la scuderia italiana Ferrari. Successivamente lo sponsor viene posto sotto indagine, in quanto sarebbe una forma indiretta di pubblicità al tabacco. Infatti per il Gran Premio d'Australia la Ferrari viene iscritta all'evento con il solo nome di "Scuderia Ferrari", senza il suddetto sponsor. Lo stesso accade dal Gran Premio del Canada fino al Gran Premio di Russia. La Williams presenta il nuovo title sponsor ROKiT, mentre la McLaren sigla un accordo con l’azienda produttrice di sigarette British American Tobacco e sponsorizzerà la campagna A Better Tomorrow. La Racing Point annuncia la partnership con SportPesa che avrà il ruolo di title sponsor. I motori Mercedes, a disposizione della scuderia britannica, sono ribattezzati BWT Mercedes, dal nome dello sponsor austriaco.
La SOCAR, società produttrice di petrolio e gas naturale, diventa sponsor per il Gran Premio d'Azerbaigian. La Pirelli sponsorizza il Gran Premio del Canada, mentre myWorld, una società internazionale di business, diviene title sponsor per il Gran Premio d'Austria. Emirates invece supporta il Gran Premio degli Stati Uniti d'America.

## Scuderie e piloti

### Scuderie
Alla vigilia del Gran Premio del Belgio 2018 la scuderia Force India, dopo essere stata messa in amministrazione controllata, venne ceduta a un gruppo di investitori, che comprende anche Lawrence Stroll, padre dell'allora pilota della Williams Lance Stroll. La FIA decise di escludere la Sahara Force India dal campionato, in forza dell'articolo 8.2 del regolamento sportivo. Il team, da quel momento, partecipò al campionato con il nome di Racing Point Force India F1 Team, correndo con licenza britannica, ma perse tutti i punti conquistati con la vecchia denominazione, al contrario dei piloti che invece li conservarono. La scuderia ha modificato il suo nome in Racing Point.
Il 1º febbraio 2019 la Sauber cambia denominazione da Alfa Romeo Sauber F1 Team in Alfa Romeo Racing rafforzando la partnership tecnica e commerciale con la casa di Arese già iniziata nella stagione 2018.
Nel corso del weekend del Gran Premio d'Austria 2017, Zoran Stefanović, titolare della Stefan GP, annunciò di avere concluso un accordo per la creazione di un team, con sede a Parma, che avrebbe dovuto esordire nel 2019. La finalizzazione del progetto non è andata a buon fine.

### Piloti

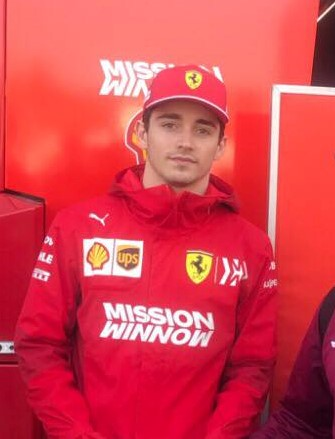
Charles Leclerc, migliore rookie della stagione 2018, approda alla Scuderia Ferrari: nel 2019 il monegasco coglierà le sue prime vittorie nel circus e si affermerà quale migliore poleman della stagione.

La Mercedes conferma la sua coppia di piloti titolari. Il contratto con il campione del mondo Lewis Hamilton è prolungato fino al termine della stagione 2020, mentre Valtteri Bottas è confermato per la stagione 2019. La casa tedesca annuncia che Esteban Ocon, pilota titolare della Force India nel 2018, diventa pilota di riserva. Anche la Haas riconferma i suoi piloti.
L'australiano Daniel Ricciardo passa dalla Red Bull Racing alla Renault F1. La casa anglo-austriaca promuove dalla Scuderia Toro Rosso il pilota francese Pierre Gasly. La Scuderia Toro Rosso annuncia il ritorno, quale pilota titolare, in sostituzione di Gasly, del russo Daniil Kvjat. Il pilota aveva già corso per la scuderia italiana nel 2014 e, dopo un periodo in Red Bull, tra il 2016 e il 2017. Era stato poi ingaggiato quale pilota di sviluppo dalla Ferrari. L'altro pilota della casa italiana è un esordiente, il pilota Alexander Albon, il secondo, nella storia del mondiale con passaporto della Thailandia, dopo il principe Bira, che corse tra il 1950 e il 1954. Albon ha corso nelle due stagioni precedenti in Formula 2. Ha scelto come numero di gara il 23, in onore di Valentino Rossi. Tale numero mancava in F1 dal Gran Premio del Brasile 2013, quando era stato utilizzato dall'allora pilota della Marussia, Max Chilton.
Il pilota spagnolo della McLaren Fernando Alonso ha annunciato il suo ritiro dalla F1 al termine della stagione 2018, anche se rimarrà come collaudatore e consigliere della scuderia per il 2019. Alonso, che esordì in F1 nel 2001, ha vinto il campionato piloti nel 2005 e nel 2006. Il suo posto, nel team britannico, è preso dal suo connazionale Carlos Sainz Jr., che arriva dalla Renault. L'altro pilota della McLaren è l'esordiente Lando Norris, pilota impegnato in Formula 2, che prende il posto di Stoffel Vandoorne. Norris ha scelto quale numero il 4, utilizzato per l'ultima volta nel Gran Premio di Russia 2014 sempre da Max Chilton. Stoffel Vandoorne annuncia, invece, il passaggio alla Formula E. Il belga lavorerà anche al simulatore della Mercedes.

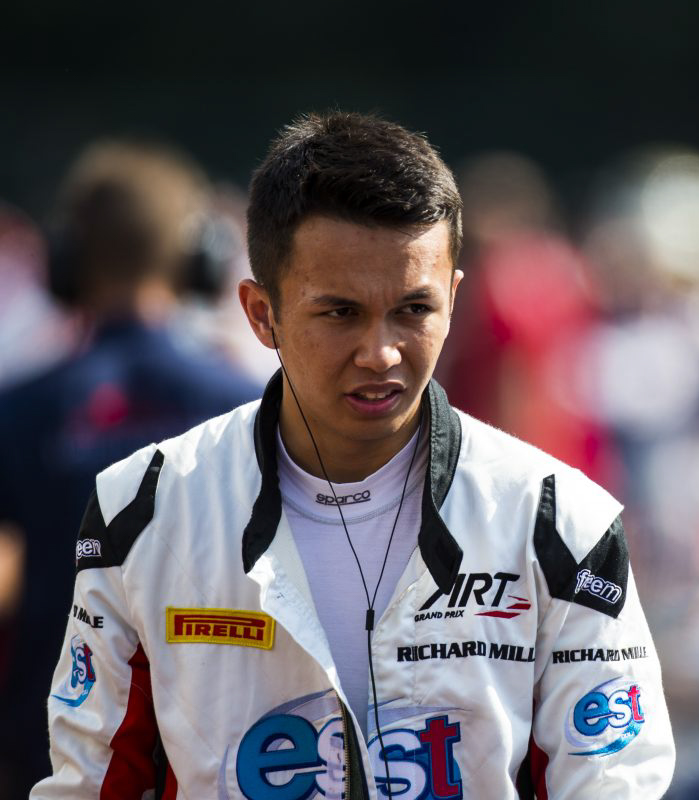
L'anglo-thailandese Alexander Albon fa il suo esordio in F1 con la Scuderia Toro Rosso; a metà stagione sarà promosso dalla casa madre alla Red Bull Racing.

La Ferrari decide di affiancare, dalla stagione 2019, al pilota tedesco Sebastian Vettel il monegasco Charles Leclerc, nel 2018 in Sauber, sostituendo in tal modo il finlandese Kimi Räikkönen, che firma un biennale con la stessa scuderia svizzera, con cui ha debuttato in Formula 1 nel 2001. La scuderia italiana ingaggia Pascal Wehrlein e Brendon Hartley, per lo sviluppo della vettura.
A fare coppia con Räikkönen all'Alfa Romeo è Antonio Giovinazzi. L'italiano ha già corso due gare in F1, con la scuderia elvetica, nel 2017. È il primo pilota italiano a correre, quale pilota titolare, dalla stagione 2011. Giovinazzi utilizza il numero 99, usato per l'ultima volta nel Gran Premio di Abu Dhabi 2014 dall'allora pilota della Sauber, Adrian Sutil. L'altro pilota titolare della squadra svizzera nel 2018, Marcus Ericsson, viene confermato all'interno del team, ma nel ruolo di terzo pilota.
La Williams annuncia l'ingaggio del britannico George Russell (vincitore del campionato di Formula 2 2018) quale pilota titolare per la stagione 2019. Il britannico sceglie, quale suo numero di gara, il 63, impiegato per l'ultima occasione nel mondiale di F1 nelle qualifiche della 500 Miglia di Indianapolis 1953 dall'allora pilota della Moore, Danny Oakes. Russell affianca Robert Kubica, che era pilota di riserva nel 2018, nella stessa scuderia britannica. Kubica ha corso 76 gran premi nella massima formula, tra il 2006 e il 2010, cogliendo una vittoria e 12 podi. La sua carriera venne interrotta da un incidente patito il 6 febbraio 2011 durante il Rally Ronde di Andora. Il polacco riporta in gara il numero 88, usato per l'ultima volta nel Gran Premio di Germania 2016 dall'allora pilota della Manor, Rio Haryanto. Il pilota di riserva è il canadese Nicholas Latifi. L'ex pilota della Williams, Sergej Sirotkin, diventa pilota di riserva della Renault e durante la stagione della McLaren.
Alla Racing Point rimane Sergio Pérez, che viene affiancato da Lance Stroll, che arriva dalla Williams in sostituzione di Esteban Ocon. Il francese rimarrà in qualità di pilota di riserva, ricoprendo quindi lo stesso ruolo che svolgerà alla Mercedes.
A partire dal Gran Premio del Belgio il pilota della Scuderia Toro Rosso Alexander Albon viene promosso in Red Bull Racing, sostituendo di fatto Pierre Gasly che retrocede alla Toro Rosso.

### Tabella riassuntiva
I piloti e le scuderie che hanno affrontato la stagione 2019 di Formula 1 sono:
| Scuderia                         | Costruttore               | Telaio        | Power unit | Gomme | Nº | Piloti             | Sigla | GP    | Terzo pilota / pilota di riserva                                                 |
| -------------------------------- | ------------------------- | ------------- | ---------- | ----- | -- | ------------------ | ----- | ----- | -------------------------------------------------------------------------------- |
| Mercedes AMG Petronas Motorsport | Mercedes                  | W10 EQ Power+ | Mercedes   | P     | 44 | Lewis Hamilton     | HAM   | Tutti | Esteban Gutiérrez Esteban Ocon Stoffel Vandoorne                                 |
| Mercedes AMG Petronas Motorsport | Mercedes                  | W10 EQ Power+ | Mercedes   | P     | 77 | Valtteri Bottas    | BOT   | Tutti | Esteban Gutiérrez Esteban Ocon Stoffel Vandoorne                                 |
| Scuderia Ferrari Mission Winnow  | Ferrari                   | SF90          | Ferrari    | P     | 5  | Sebastian Vettel   | VET   | Tutti | Antonio Fuoco Brendon Hartley Davide Rigon Pascal Wehrlein                       |
| Scuderia Ferrari Mission Winnow  | Ferrari                   | SF90          | Ferrari    | P     | 16 | Charles Leclerc    | LEC   | Tutti | Antonio Fuoco Brendon Hartley Davide Rigon Pascal Wehrlein                       |
| Aston Martin Red Bull Racing     | Red Bull Racing-Honda     | RB15          | Honda      | P     | 33 | Max Verstappen     | VER   | Tutti | Sébastien Buemi                                                                  |
| Aston Martin Red Bull Racing     | Red Bull Racing-Honda     | RB15          | Honda      | P     | 10 | Pierre Gasly       | GAS   | 1-12  | Sébastien Buemi                                                                  |
| Aston Martin Red Bull Racing     | Red Bull Racing-Honda     | RB15          | Honda      | P     | 23 | Alexander Albon    | ALB   | 13-21 | Sébastien Buemi                                                                  |
| Renault F1 Team                  | Renault                   | R.S.19        | Renault    | P     | 3  | Daniel Ricciardo   | RIC   | Tutti | Sergej Sirotkin Jack Aitken Guanyu Zhou                                          |
| Renault F1 Team                  | Renault                   | R.S.19        | Renault    | P     | 27 | Nico Hülkenberg    | HUL   | Tutti | Sergej Sirotkin Jack Aitken Guanyu Zhou                                          |
| Haas F1 Team                     | Haas-Ferrari              | VF-19         | Ferrari    | P     | 8  | Romain Grosjean    | GRO   | Tutti | Pietro Fittipaldi                                                                |
| Haas F1 Team                     | Haas-Ferrari              | VF-19         | Ferrari    | P     | 20 | Kevin Magnussen    | MAG   | Tutti | Pietro Fittipaldi                                                                |
| McLaren F1 Team                  | McLaren-Renault           | MCL34         | Renault    | P     | 55 | Carlos Sainz Jr.   | SAI   | Tutti | Fernando Alonso Sérgio Sette Câmara Sergej Sirotkin Oliver Turvey Rudy van Buren |
| McLaren F1 Team                  | McLaren-Renault           | MCL34         | Renault    | P     | 4  | Lando Norris       | NOR   | Tutti | Fernando Alonso Sérgio Sette Câmara Sergej Sirotkin Oliver Turvey Rudy van Buren |
| SportPesa Racing Point F1 Team   | Racing Point-BWT Mercedes | RP19          | Mercedes   | P     | 11 | Sergio Pérez       | PER   | Tutti | Esteban Ocon                                                                     |
| SportPesa Racing Point F1 Team   | Racing Point-BWT Mercedes | RP19          | Mercedes   | P     | 18 | Lance Stroll       | STR   | Tutti | Esteban Ocon                                                                     |
| Alfa Romeo Racing                | Alfa Romeo Racing-Ferrari | C38           | Ferrari    | P     | 7  | Kimi Räikkönen     | RAI   | Tutti | Marcus Ericsson Tatiana Calderón Juan Manuel Correa                              |
| Alfa Romeo Racing                | Alfa Romeo Racing-Ferrari | C38           | Ferrari    | P     | 99 | Antonio Giovinazzi | GIO   | Tutti | Marcus Ericsson Tatiana Calderón Juan Manuel Correa                              |
| Red Bull Toro Rosso Honda        | Scuderia Toro Rosso-Honda | STR14         | Honda      | P     | 26 | Daniil Kvjat       | KVY   | Tutti | Sean Gelael Naoki Yamamoto                                                       |
| Red Bull Toro Rosso Honda        | Scuderia Toro Rosso-Honda | STR14         | Honda      | P     | 23 | Alexander Albon    | ALB   | 1-12  | Sean Gelael Naoki Yamamoto                                                       |
| Red Bull Toro Rosso Honda        | Scuderia Toro Rosso-Honda | STR14         | Honda      | P     | 10 | Pierre Gasly       | GAS   | 13-21 | Sean Gelael Naoki Yamamoto                                                       |
| ROKiT Williams Racing            | Williams-Mercedes         | FW42          | Mercedes   | P     | 63 | George Russell     | RUS   | Tutti | Nicholas Latifi Jamie Chadwick                                                   |
| ROKiT Williams Racing            | Williams-Mercedes         | FW42          | Mercedes   | P     | 88 | Robert Kubica      | KUB   | Tutti | Nicholas Latifi Jamie Chadwick                                                   |

## Direzione gara
- Direttore di gara:  Michael Masi (sostituto di  Charlie Whiting a seguito della sua scomparsa);[62][63]
- Safety car: vettura  Mercedes-AMG GT R - pilota  Bernd Mayländer - copilota  Richard Darker;
- Medical car: vettura  Mercedes-AMG C 63 S Estate Station Wagon - pilota  Alan van der Merwe.

## Modifiche al regolamento

### Regolamento tecnico
Per la stagione 2019 sono stati introdotti alcuni cambiamenti minori riguardanti le regole dell'aerodinamica, in un tentativo di rendere più facili e più frequenti i sorpassi. L'ala posteriore della monoposto è più larga, e questo crea più resistenza all'aria, ma quando il Drag Reduction System (DRS) viene aperto ciò ne aumenta l'effetto. L'ala anteriore della monoposto invece è stata ridisegnata in modo più semplice rispetto al 2018, per ridurre gli effetti della turbolenza aerodinamica e per permettere ai piloti di seguire meglio e da più vicino le vetture davanti a loro, rendendo più facile tentare un sorpasso.
Per minimizzare il bisogno dei piloti di conservare carburante durante la gara, il peso massimo del fluido è stato esteso da 105 kg a 110 kg; ciò implica che si potrà sfruttare a pieno le prestazioni del motore per più tempo.
Viene introdotto un peso minimo per i piloti, che non potranno pesare meno di 80 kg. In caso contrario, verrà aggiunta zavorra alla monoposto in modo da arrivare alla soglia degli 80 kg previsti.

### Regolamento sportivo
Come avvenuto già in passato, dal 1950 al 1959, da questa stagione viene assegnato un punto al pilota che effettua il giro veloce in gara; esso viene assegnato solo al pilota che registra il miglior rilievo cronometrico classificatosi nei primi 10 posti.

### Gomme
A partire da questa stagione, la Pirelli, per semplificare la denominazione delle gomme, utilizza per tutte le gare lo stesso nome di mescola per gli pneumatici: Soft (morbida), Medium (media) e Hard (dura). Per ogni Gran Premio vengono selezionate tre mescole, come nelle precedenti stagioni, a cui si attribuisce il colore rosso alla mescola più morbida, il colore giallo alla mescola media e il colore bianco alla mescola più dura del lotto scelto. I compound degli pneumatici, per le condizioni da asciutto, sono classificati da C5 a C1, dal più morbido al più duro.
| Nome mescola              | Colore | Colore | Battistrada | Condizioni               | Aderenza | Durata | Compound |
| ------------------------- | ------ | ------ | ----------- | ------------------------ | -------- | ------ | -------- |
| Morbide (Soft)            | Rosso  |        | Liscio      | Da asciutto              | Alta     | Bassa  | C5-C4-C3 |
| Medie (Medium)            | Giallo |        | Liscio      | Da asciutto              | Media    | Media  | C4-C3-C2 |
| Dure (Hard)               | Bianco |        | Liscio      | Da asciutto              | Bassa    | Alta   | C3-C2-C1 |
| Intermedie (Intermediate) | Verde  |        | Scanalato   | Da bagnato lieve o medio | N.D.     | N.D.   | N.D.     |
| Da bagnato (Wet)          | Blu    |        | Scanalato   | Da bagnato cospicuo      | N.D.     | N.D.   | N.D.     |

## Riassunto della stagione

### Gran Premio d'Australia
Prima della gara viene osservato un minuto di silenzio per ricordare l'ex direttore di gara Charlie Whiting.
La partenza di Lewis Hamilton non è perfetta, tanto da venire passato da Valtteri Bottas. Il britannico riesce a difendersi da Sebastian Vettel, mentre Charles Leclerc viene passato da Max Verstappen. Più dietro Daniel Ricciardo effettua un'escursione fuori dalla pista, per evitare un contatto, sbattendo però con il fondo su un dosso e facendo così rompere l'ala anteriore. Al termine del primo giro l'australiano è costretto ai box, mentre si ferma anche Robert Kubica.
La gara è comandata da Bottas, davanti a Hamilton, Vettel, Verstappen, Leclerc, Kevin Magnussen, Romain Grosjean, Nico Hülkenberg e Kimi Räikkönen. Il finlandese porta il suo vantaggio sul compagno di scuderia a 2"7 secondi già al settimo giro, mentre Vettel è staccato di 5"4. Al decimo giro si ritira Carlos Sainz Jr., con il motore in fiamme. Nello stesso giro c'è la sosta per Räikkönen, che passa a gomme di mescola media.
Seguono, due giri dopo, le soste di Hülkenberg e Sergio Pérez, che optano per le gomme hard. Al giro 14 Vettel si ferma, e monta gomme di mescola media. Si ferma, nello stesso giro, anche Magnussen. Hamilton decide di coprirsi dalla strategia del tedesco della Scuderia Ferrari, e si ferma al giro 15, per montare gomme medie. Si ferma anche Grosjean, che però perde dei secondi preziosi al momento del montaggio dell'anteriore sinistra. La classifica è sempre comandata da Bottas, seguito da Verstappen, Leclerc, Hamilton e Vettel.
Al giro 18 Antonio Giovinazzi, nono, è autore di un lungo, che consente a Magnussen e Hülkenberg di passare il pilota dell'Alfa Romeo Racing. Poco dopo Giovinazzi fa passare anche il suo compagno di scuderia, Räikkönen, che gode di gomme più fresche.
Al ventitreesimo giro c'è la sosta per il leader di gara, Valtteri Bottas, che opta per le medie. Va al comando Max Verstappen, mentre Bottas è secondo, davanti a Leclerc, Hamilton e Vettel. L'olandese della Red Bull Racing resiste ancora due giri, prima di fermarsi ai box. Al rientro si trova alle spalle di Vettel. Il monegasco Leclerc si ferma al giro 28. Rientra in gara quinto, alle spalle di Verstappen.
Al giro 30 Bottas comanda con 16"9 secondi di vantaggio su Hamilton, 19"0 su Vettel, 19"4 su Verstappen e 35"0 su Leclerc. Un giro dopo Verstappen, con gomme più fresche ha la meglio su Vettel, conquistando il terzo posto. L'olandese riesce, nei giri successivi a ridurre il gap su Hamilton, mentre Vettel vede ridursi il margine di vantaggio su Leclerc. Nello stesso giro si ritirano Romain Grosjean e Daniel Ricciardo. Al giro 36 c'è la sosta di Pierre Gasly, che era sesto. Il francese rientra in pista alle spalle di Daniil Kvjat, decimo. Il pilota della Red Bull attacca per diversi giri quello della Toro Rosso, senza riuscire però a passarlo.
Max Verstappen rovina il suo inseguimento su Hamilton con un lungo al giro 42, mentre Vettel si lamenta per la perdita di potenza del motore della sua Ferrari. Si crea una bella lotta tra i piloti compresi fra il sesto e undicesimo posto, racchiusi in soli sei secondi.
Bottas, oltre a comandare la gara, è autore anche di diversi giri veloci, che da questa gara assegnano un punto supplementare. Il finlandese decide anche, pur avendo un grosso margine sul secondo, di non fermarsi per una seconda sosta. Verstappen non riesce a impensierire ancora Hamilton, per il secondo posto, mentre Leclerc non attacca Vettel per il quarto.
La classifica rimane immutata nei giri conclusivi. Bottas conquista la sua quarta vittoria nel mondiale di Formula 1, battendo il compagno di team Hamilton. Per il finlandese è la prima vittoria dal Gran Premio di Abu Dhabi 2017. Bottas ottiene anche il punto supplementare per il giro più veloce. L'ultimo pilota ad avere ottenuto un punto per il giro più veloce era stato Maurice Trintignant nel Gran Premio degli Stati Uniti d'America 1959. Il podio di Verstappen è il primo per la Honda, come motorista dal Gran Premio di Gran Bretagna 2008, ottenuto all'epoca da Rubens Barrichello, alla guida di una vettura costruita dalla stessa casa nipponica. La Racing Point, grazie a Lance Stroll, ottiene i suoi primi punti iridati da quando utilizza la nuova denominazione. Primi punti anche per i motori BWT-Mercedes, denominazione commerciale dei motori della scuderia britannica.

### Gran Premio del Bahrein
Alla partenza Sebastian Vettel scatta molto bene e alla prima curva è già primo, mentre il poleman Charles Leclerc viene sfilato anche da Valtteri Bottas, che ha superato Lewis Hamilton. Alla seconda curva, un contatto costringe Lance Stroll e Romain Grosjean a rientrare ai box. Quest'ultimo si deve ritirare all'inizio del giro 16. All'ottava curva Lewis Hamilton e Charles Leclerc si toccano, ma senza alcun danno per i due.
Al secondo giro Leclerc sorpassa Bottas, autore di un errore di guida. Il finnico, successivamente, verrà sfilato pure da Hamilton. Al quarto passaggio Carlos Sainz Jr. si tocca con Max Verstappen. Quest'ultimo non subisce danni, mentre il primo rompe l'ala anteriore. Verrà poi passato da Magnussen, Räikkönen, Ricciardo e Hülkenberg.
Il comando della gara cambia al sesto giro, quando Leclerc attacca Vettel: il monegasco passa alla prima curva, ma sbaglia il tempo di frenata, tanto che viene quasi ripassato da Vettel ma il tentativo del tedesco, anche con il DRS aperto, non ha successo. Nel frattempo Daniel Ricciardo passa Magnussen, per la sesta posizione. La classifica, dietro a Leclerc, vede Vettel, Hamilton, Bottas, Verstappen, Ricciardo, Magnussen, Räikkönen, Hülkenberg e Pérez. Al nono giro ci sono le prime soste per il cambio gomme: Räikkönen passa alle medie, mentre Gasly e Albon restano sulle morbide. Verstappen, con la sosta al giro 11, opta per le medie.
Un giro dopo è il turno per Bottas e per Hülkenberg. Nello stesso giro Antonio Giovinazzi colpisce la posteriore sinistra di Daniil Kvjat: l'italiano ne esce senza danni, mentre il russo si gira e rientra dietro. Entrano ai box, al giro 13, Leclerc e Hamilton. Il primo sceglie le medie, il secondo le morbide. Vettel si ferma al giro 14: il tedesco rientra alle spalle di Hamilton, complice anche un errore di guida del tedesco, prima della sosta. Alle spalle del leader, Leclerc, si trova ora Ricciardo, che non ha cambiato ancora le gomme.
Giro dopo giro Ricciardo, che è secondo, inizia a perdere posizioni, non avendo ancora effettuato la sosta ai box. Prima viene passato da Hamilton, poi da Vettel, da Bottas e da Verstappen. Al giro 21 Hülkenberg passa Kimi Räikkönen, per il settimo posto. Al giro successivo Vettel, sfruttando il poco grip delle gomme di Hamilton, passa il campione del mondo per il secondo posto. Al giro 25 Räikkönen cede ancora una posizione, a Lando Norris.
Al trentaduesimo giro c'è la seconda sosta per Max Verstappen, che monta le gomme di mescola media. Hamilton attende due giri, montando le medie. Vettel si ferma un giro dopo, e rientra in pista alle spalle di Valtteri Bottas, ma davanti a Hamilton. Il pilota inglese cerca di passare, ma senza successo, il ferrarista.
Al giro 37 Vettel, dopo avere passato Bottas, che poi entra subito ai box, viene attaccato nuovamente da Hamilton. Il campione del mondo, questa volta, riesce ad avere la meglio sul tedesco, che al momento del sorpasso, va in testacoda. Poco dopo cede l'alettone anteriore sulla monoposto di Vettel, costringendolo a una nuova sosta. Rientra in nona posizione. All'uscita dai box del tedesco, i due piloti della Renault, Daniel Ricciardo e Nico Hülkenberg, si toccano, con l'australiano che danneggia l'ala in modo lieve. Vettel passa Norris e Ricciardo, poco dopo. L'australiano deve cedere anche a Norris e Kimi Räikkönen.
Al giro 46 Leclerc, che gode di un vantaggio di oltre 9 secondi su Hamilton e oltre 35 su Bottas, inizia a perdere potenza a causa di un problema con un cilindro. Il monegasco deve cedere la posizione prima su Hamilton, che lo passa al giro 48, poi su Bottas, che lo passa sei giri dopo. Nel frattempo Vettel si è portato in quinta posizione, dopo avere passato Norris e Hülkenberg.
Al cinquantacinquesimo passaggio si ritirano quasi in contemporanea, e nello stesso punto, le due Renault di Ricciardo e Hülkenberg: il primo per perdita di potenza e il secondo per la rottura del motore. La direzione di gara invia in pista la safety car, che, di fatto, neutralizza la gara. Per Hamilton è il primo successo stagionale, settantaquattresimo in carriera, davanti a Bottas, che mantiene la testa nella classifica iridata per un punto. Grazie alla neutralizzazione della gara, Charles Leclerc ottiene il suo primo podio nel mondiale, resistendo al ritorno di Verstappen. Il ferrarista ottiene anche il punto bonus per il giro veloce. Leclerc è inoltre il primo monegasco a salire sul podio dopo Louis Chiron al Gran Premio di Monaco 1950. Lando Norris, sesto, e Alexander Albon, nono, ottengono i primi punti iridati in Formula 1. Quest'ultimo è il primo thailandese a farlo dopo il principe Bira nel Gran Premio di Francia 1954.

### Gran Premio di Cina

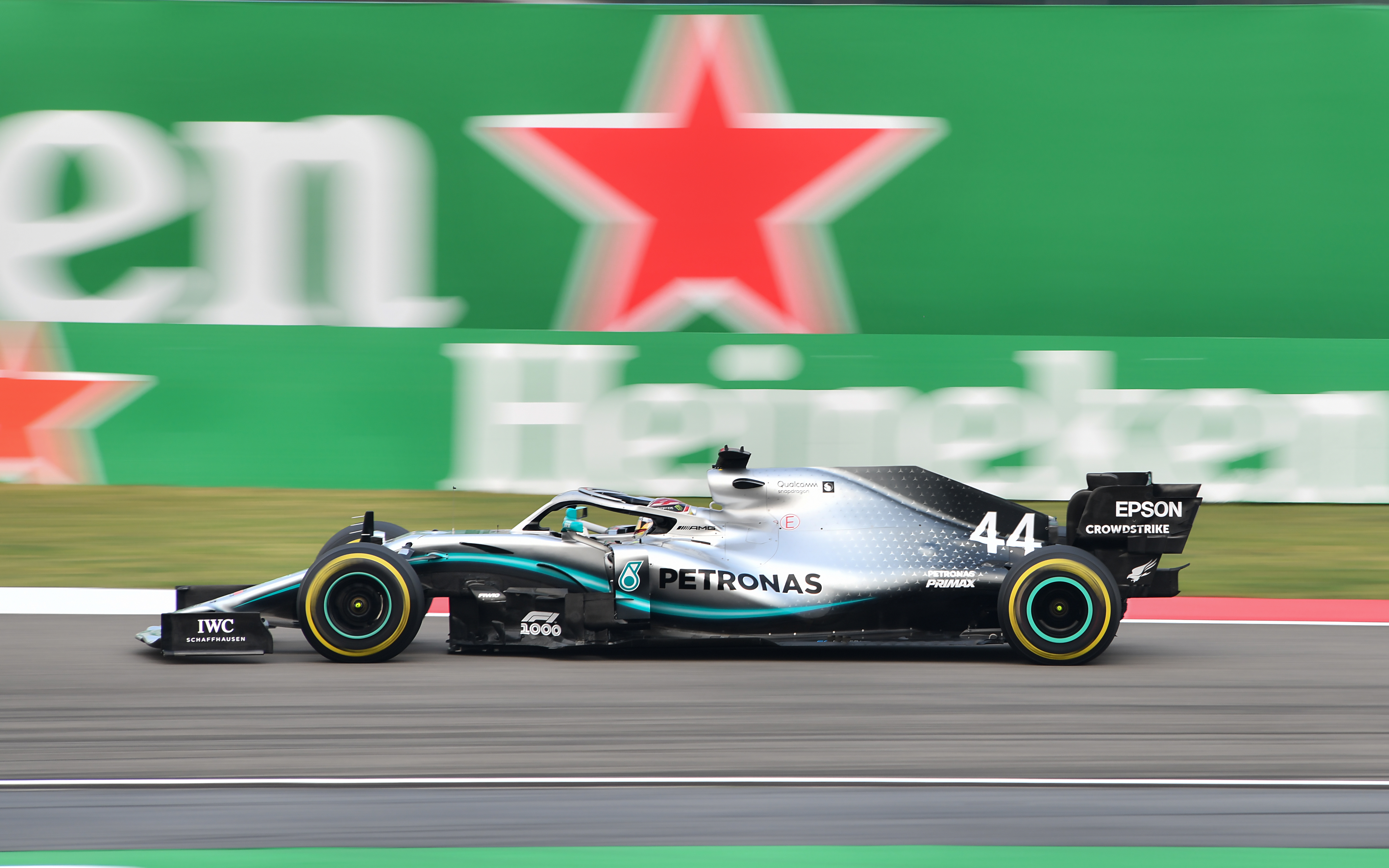
Lewis Hamilton conquista il Gran Premio di Cina, millesima gara della storia del mondiale di Formula 1. Il britannico si era aggiudicato anche la gara numero 900, il Gran Premio del Bahrein 2014.

Alla partenza Lewis Hamilton prende il comando, passando Valtteri Bottas, così come Charles Leclerc supera Sebastian Vettel. Seguono poi le due Red Bull di Max Verstappen e Pierre Gasly. A causa di un contatto nelle retrovie tra Daniil Kvjat e le due McLaren la direzione di gara decide brevemente per la virtual safety car, nel corso del primo passaggio. Kvjat è penalizzato con un drive through.
Le Mercedes prendono subito un buon margine, mentre Vettel, pressato da Verstappen, viene lasciato passare da Leclerc, all'undicesimo giro. Nello stesso giro Kimi Räikkönen passa Nico Hülkenberg per il nono posto. Poco dopo il tedesco è costretto al ritiro. Al giro 18 Verstappen effettua la prima sosta, montando gomme dure. La Ferrari richiama Vettel nel giro successivo per montare gomme dure. Il tedesco esce dai box davanti a Verstappen e riesce a mantenere la posizione resistendo al tentativo di sorpasso dell'olandese in curva 14.
Al giro 22 si ferma Bottas, seguito, nel giro seguente, da Leclerc. Il monegasco rientra in gara molto dietro, alle spalle di Verstappen. Si ferma anche Hamilton, che resta al comando, ma si lamenta ai box per essere stato richiamato al pit stop dopo il compagno di team. Al giro 26 sosta anche per Räikkönen, che era settimo.
Le posizioni restano congelate fino al trentacinquesimo giro, quando Max Verstappen effettua la seconda fermata ai box, montando gomma media. Un giro dopo, Vettel, ancora per proteggersi dall'olandese, passa a gomme medie. Al trentasettesimo passaggio le due Mercedes, una dietro l'altra, si fermano per la seconda volta e montano gomme medie.
Si trova secondo Leclerc, che resiste per un paio di giri a Bottas, nel tentativo di fare avvicinare Vettel. Il finnico passa al giro 39, mentre il monegasco è sfilato dal compagno di scuderia al quarantatreesimo giro. Leclerc effettua subito dopo il suo secondo pit stop, rientrando ancora in pista alle spalle di Verstappen.
Al cinquantaquattresimo giro Pierre Gasly entra ai box per montare gomme morbide nuove e cercare il giro veloce, che trova al penultimo giro. È il primo francese a conseguire tale risultato dopo Romain Grosjean nel Gran Premio di Spagna 2012, mentre la Honda lo riconquista per la prima volta dal Gran Premio d'Ungheria 2017.
Lewis Hamilton vince per la seconda volta consecutiva in stagione, cogliendo la settantacinquesima vittoria della sua carriera in Formula 1. La Mercedes, grazie a Bottas, completa la terza doppietta su tre gare in stagione, evento che non si verificava dal 1992 con la Williams. Sebastian Vettel termina davanti a Verstappen e Leclerc, salendo sul podio per la prima volta in stagione.

### Gran Premio d'Azerbaigian

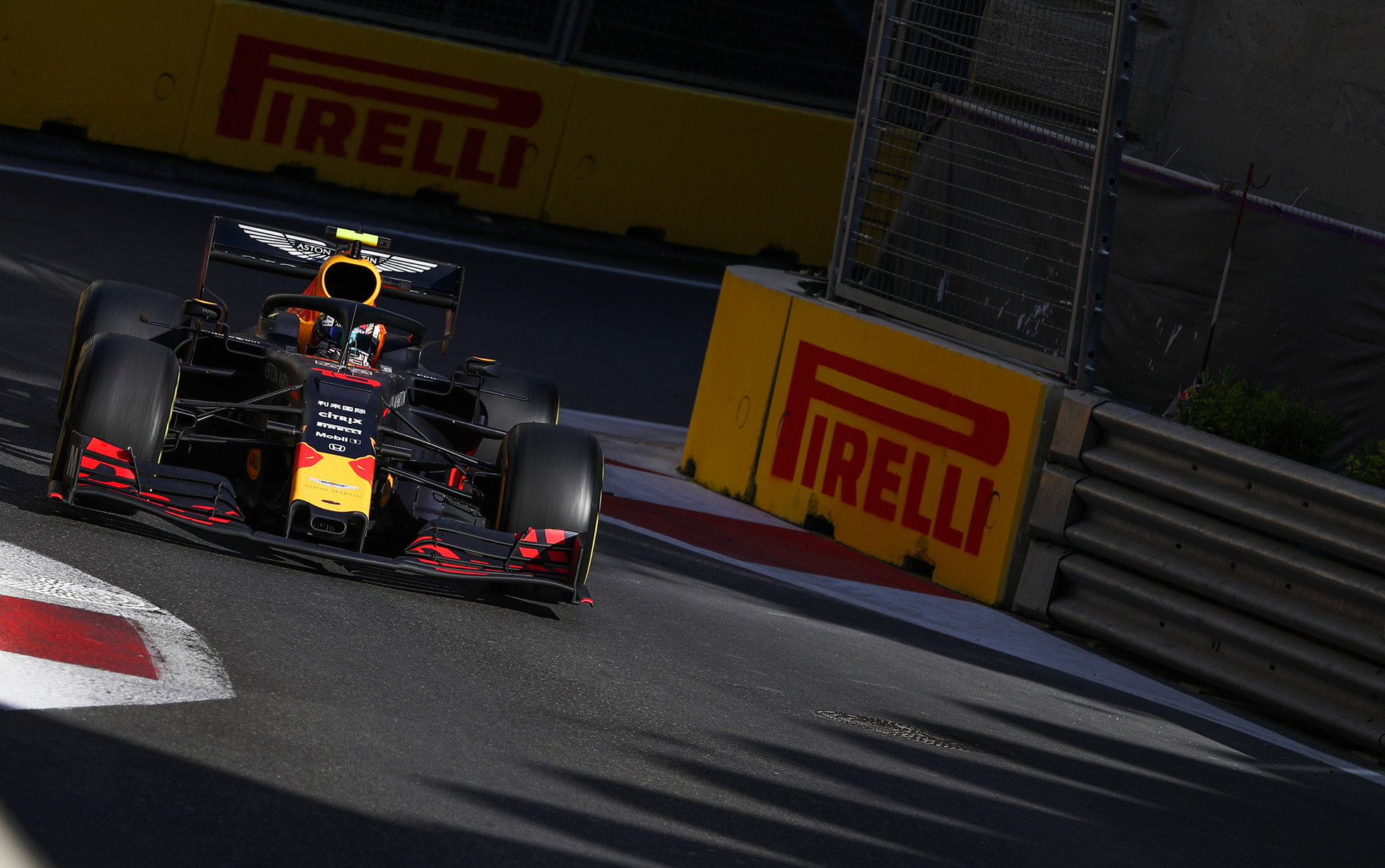
Pierre Gasly impegnato nel corso del weekend del Gran Premio di Baku.

In partenza Valtteri Bottas mantiene il comando della gara, davanti al compagno di scuderia Lewis Hamilton e a Sebastian Vettel. Sergio Pérez passa Max Verstappen, mettendosi alla spalle del tedesco della Scuderia Ferrari; seguono poi Lando Norris, Daniil Kvjat, Carlos Sainz Jr., Daniel Ricciardo e Charles Leclerc, unico dei piloti di testa a partire con gomme di mescola media.
Il monegasco, già nei primi giri, risale in classifica, passando prima Ricciardo e poi Kvjat, che era stato passato anche da Sainz Jr.. Il russo della Toro Rosso si ferma già al quinto giro per passare a gomme medie. Un giro dopo c'è la sosta anche per Kimi Räikkönen. Nello stesso giro Pérez cede la posizione a Verstappen; il messicano è poi sorpassato anche da Leclerc, al giro 7.
Il pilota della Ferrari attende il giro 9 per avere la meglio anche su Verstappen, prendendosi il quarto posto: il monegasco risulta più rapido dei piloti con gomme soft. Al decimo giro passano a gomme medie Pérez, Stroll e Ricciardo. Un giro dopo si ferma anche Sebastian Vettel. Nei giri successivi anche i due piloti della Mercedes decidono di effettuare la sosta, per passare alle gomme medie. Charles Leclerc si trova in testa, davanti a Max Verstappen, staccato di otto secondi.
L'olandese della Red Bull attende il quattordicesimo giro per il suo pit stop. Alle spalle del leader della gara si ritrovano le due Mercedes di Bottas e Hamilton, seguite da Vettel, Pierre Gasly (che non ha ancora effettuato la sosta) e Verstappen.
Nei giri successivi le due Mercedes si avvicinano a Leclerc, con Bottas che passa da un distacco di oltre 8 secondi a poco più di 4 in tre giri, mentre non perde troppo contatto Vettel. Leclerc resiste al comando fino al giro 31, quando viene passato al termine dell'ultimo rettifilo da Bottas. Il giro successivo anche Hamilton passa il ferrarista. Nel frattempo Ricciardo, nel tentativo di passare Kvjat, va lungo e termina nella via di fuga, tagliando però la strada al russo che è costretto a fermare la sua Toro Rosso: Ricciardo, nel tentativo di riprendere la pista, innesta la retromarcia, ma colpisce la vettura di Kvjat. Poco dopo l'australiano è costretto al ritiro.
Al trentatreesimo giro anche Vettel passa Leclerc, che nel giro successivo entra ai box per montare gomme soft. Il monegasco rientra in gara alle spalle di Gasly, che prosegue con gomme medie. Dopo un giro Leclerc passa Gasly, ma senza che il suo ritmo di gara gli permetta di avvicinarsi a Verstappen. Pochi giri dopo il francese della Red Bull si ritira per un problema alla power unit. Viene stabilito il regime di virtual safety car che, di fatto, interrompe il recupero di Verstappen su Vettel.
Negli ultimi giri Lewis Hamilton si avvicina a meno di un secondo dal compagno di team Bottas, ma senza riuscire a impensierirlo per il primo posto. A pochi giri dalla fine Leclerc monta gomme morbide nuove e coglie il giro veloce, oltre che il record del tracciato, della gara.
Valtteri Bottas conquista la quinta vittoria in carriera in Formula 1; per la Mercedes è la quarta doppietta consecutiva, nuovo record per una scuderia quale striscia di doppiette consecutive da inizio stagione.

### Gran Premio di Spagna
Alla partenza Sebastian Vettel attacca il duo della Mercedes affiancandosi alle due monoposto alla prima curva, senza però avere lo spunto necessario per passare davanti. Il tedesco, dopo la seconda curva, è invece passato da Max Verstappen, e soffre poi per una gomma spiattellata al momento del tentativo di attacco alle vetture tedesche. Al comando, invece, s'impone Lewis Hamilton su Valtteri Bottas, con il campione del mondo che pone subito un certo margine sul compagno di team. Alle spalle di Vettel si pone invece Charles Leclerc, seguito da Pierre Gasly, Romain Grosjean, Kevin Magnussen e Daniil Kvjat.
La classifica resta congelata fino al dodicesimo giro, quando Leclerc, dopo un paio di inutili tentativi, viene lasciato passare da Vettel. Il battistrada Hamilton, al giro 16, ha 3"7 di vantaggio su Bottas, 10" su Verstappen, 14"8 su Leclerc e 18"9 su Vettel. Il tedesco effettua la sua prima sosta già al ventesimo giro, optando per gomme medie.
Il giro seguente si ferma anche Max Verstappen, per proteggersi dalla manovra della Ferrari: l'olandese opta ancora per gomme soft, quelle con cui ha affrontato la partenza, costringendosi così a una seconda sosta obbligatoria. Leclerc si ferma solo al giro 26, ma sceglie gomme di mescola dura. Nei due giri successivi si fermano anche le due Mercedes, prima quella di Valtteri Bottas, poi quella di Lewis Hamilton. Entrambi passano da gomme morbide a gomme medie. La classifica resta, di fatto, immutata nelle posizioni di testa.
Ora Vettel è più rapido del suo compagno di team, ma riesce a superarlo solo al giro 37. Il giro successivo Kvjat passa Magnussen, per l'ottava piazza. Al quarantunesimo giro Sebastian Vettel effettua la seconda sosta, montando gomme medie: il tedesco rientra in gara alle spalle di Gasly, che però riesce a passare quasi subito. Verstappen attende il giro 44, e rientra in pista alle spalle di Charles Leclerc, ma davanti ancora a Vettel.
Al giro 46 c'è un contatto tra Lando Norris e Lance Stroll, alla seconda curva. La direzione di gara, dopo l'incidente tra i due, è costretta a inviare in pista la safety car, per consentire la pulizia della pista dai detriti. Le due Mercedes approfittano per effettuare la loro seconda sosta, in cui entrambi i piloti rimontano gomme soft, usate. Rientra ai box anche Leclerc, che passa dalle hard alle medium: il monegasco cede la posizione a Verstappen e Vettel.
Alla ripartenza Hamilton mantiene il comando della gara, Vettel non è capace di passare Verstappen, mentre Leclerc resiste a fatica all'attacco di Pierre Gasly. Poco dopo le due Haas lottano per la settima posizione, con Grosjean che esce di pista alla seconda curva, ma può continuare la gara. Al giro 58 il francese va a contatto con Carlos Sainz Jr., con Grosjean nuovamente nella via di fuga, alla seconda curva. Al sessantesimo giro quest'ultimo cede la posizione anche a Kvjat.
Lewis Hamilton vince per la settantaseiesima volta nel mondiale, davanti a Valtteri Bottas e Max Verstappen. Per la Mercedes è la quinta doppietta consecutiva.

### Gran Premio di Monaco
Il via è regolare, con Lewis Hamilton che mantiene il comando della gara, mentre Valtteri Bottas resiste all'attacco di Max Verstappen; seguono poi Sebastian Vettel, Daniel Ricciardo, Kevin Magnussen, Pierre Gasly, Carlos Sainz Jr. e le due Toro Rosso. I primi quattro riescono subito a creare un certo margine rispetto al resto del plotone.
Partito dalle retrovie, Charles Leclerc passa prima, al tornantino, Lando Norris, poi al settimo giro, alla Rascasse anche Romain Grosjean. Due giri dopo il monegasco cerca di effettuare la stessa manovra su Nico Hülkenberg, ma le due vetture si toccano. Il ferrarista si gira e perde due posizioni; successivamente tocca le barriere e buca la gomma posteriore destra, ed è costretto a un cambio gomme. Anche il tedesco della Renault è costretto a una sosta ai box, mentre la direzione di gara decide di inviare in pista la safety car, per consentire la pulizia della pista dai detriti lasciati dallo pneumatico di Leclerc.
Sfruttano la pausa i primi quattro della graduatoria; all'uscita dai box Verstappen sembra poter sopravanzare Bottas: le due vetture vengono a contatto, con il finlandese che è costretto a fermarsi anche nel giro successivo, per montare un nuovo treno di gomme. Il vantaggio sugli altri piloti è tale che il finnico rimane quarto. La classifica vede sempre al comando Hamilton, che ha optato per gomme medie, davanti a Verstappen, Vettel e Bottas (tutti e tre con gomme di tipo hard). Seguono Gasly, Sainz Jr., Kvjat, Albon e Grosjean.
Dopo il rientro della vettura di sicurezza riprende la gara. Al quindicesimo giro c'è un contatto tra Robert Kubica e Antonio Giovinazzi, alla Rascasse. Poco dopo si ritira Leclerc, con il fondo della vettura troppo danneggiato.
La direzione di gara decide di penalizzare di cinque secondi Max Verstappen per essere stato rimandato in pista non in condizioni di sicurezza dopo un pit stop, con conseguente contatto avvenuto con Bottas nella pit lane. Dopo la sosta Hamilton non riesce a creare un vero margine sull'olandese della Red Bull Racing, staccato di pochi decimi. Al giro 30 si ferma anche Carlos Sainz Jr., che scala in ottava posizione. Un giro dopo è il turno per Daniil Kvjat. Al trentottesimo giro Lance Stroll, undicesimo, va lungo al Loews: cerca di approfittarne Kimi Räikkönen, che però non trova lo spazio sufficiente.
Due giri dopo il canadese della Racing Point effettua il suo pit stop, così come Alexander Albon. Scala quinto Grosjean, che monta ancora le gomme soft che aveva alla partenza. Al quarantaseiesimo giro si ferma Kimi Räikkönen, che ha creato alle sue spalle un trenino di diverse monoposto. Quattro giri dopo c'è la sosta per Grosjean.
Nella parte finale di gara Verstappen sembra poter mettere pressione su Hamilton, che si lamenta per la precarietà dei suoi pneumatici. Al giro 62 Pierre Gasly effettua la seconda sosta, per montare gomme soft, e cercare così di ottenere il punto bonus per il giro veloce, avendo un largo margine sul sesto posto.
Verstappen cerca, in un paio di occasioni, l'attacco al tornantino, che però viene ben chiuso da Hamilton. Al giro 75 l'olandese rompe gli indugi e attacca il campione del mondo, all'uscita del tunnel. La sua monoposto tocca quella del britannico, che però resiste in testa, e conquista la sua settantasettesima vittoria e il centoquarantesimo podio. Max Verstappen, secondo al traguardo, è penalizzato di 5 secondi, e scala perciò quarto, alle spalle di Sebastian Vettel e Valtteri Bottas. Si spezza così la striscia di 5 doppiette consecutive per la Mercedes.

### Gran Premio del Canada

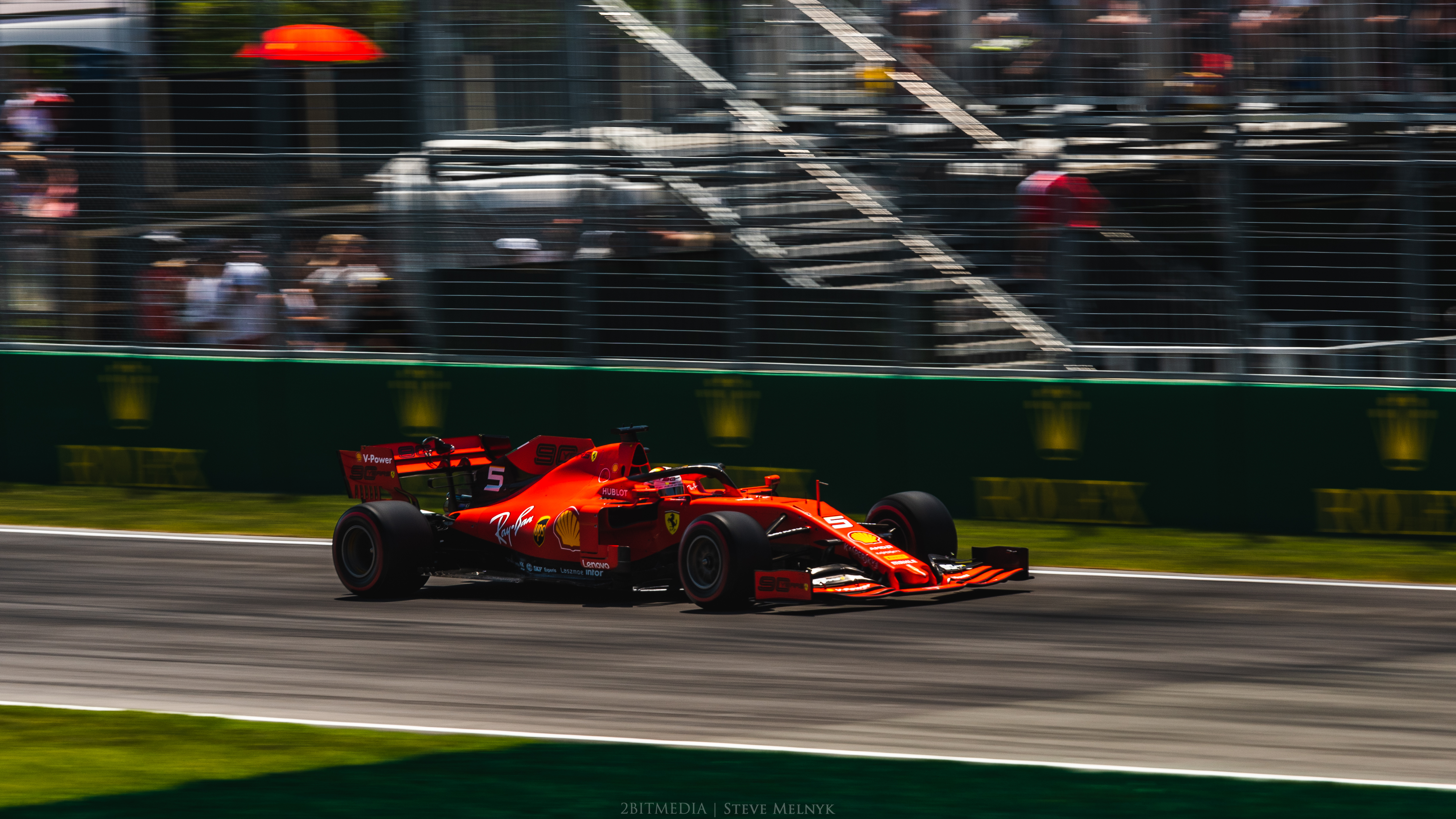
Sebastian Vettel giunge primo sul traguardo del Gran Premio del Canada. La penalizzazione inflittagli, per una manovra giudicata scorretta su Lewis Hamilton, lo fa però classificare come secondo.

Parte bene Sebastian Vettel, che mantiene il comando della gara, davanti a Lewis Hamilton, Charles Leclerc, Daniel Ricciardo, Pierre Gasly, Nico Hülkenberg e Valtteri Bottas.
Nel secondo giro Lando Norris passa Max Verstappen per l'ottava posizione. L'olandese è uno dei pochi piloti partito con gomme hard. Già al terzo giro c'è il primo pit stop, con Carlos Sainz Jr., che passa alle gomme di mescola più dura. Al sesto giro Verstappen ripassa Norris, per l'ottava piazza.
Nel giro seguente l'altro pilota della Red Bull Racing, Pierre Gasly, effettua la prima sosta, optando per gomme hard. Ancora un giro ed è il turno di Daniel Ricciardo. Al nono giro si ritira Norris, per il cedimento di una sospensione della sua McLaren. La classifica è sempre guidata da Vettel, davanti a Hamilton, Leclerc, Hülkenberg, Bottas, Verstappen e Kvjat.
Al sedicesimo giro si ferma Hülkenberg, che passa anche lui a gomme dure. Bottas scala quarto, alle spalle di Leclerc. Al venticinquesimo giro si ferma il leader della gara, Vettel, che segue la strategia degli altri piloti, montando le gomme a mescola hard. Hamilton attende tre giri per effettuare la sua sosta, ma rientra in pista comunque alle spalle di Sebastian Vettel che ha abbassato i suoi tempi. Dopo la sosta del britannico della Mercedes si trova al comando Charles Leclerc.
Bottas si ferma per la sosta al giro 30, rientrando in gara sesto, alle spalle di Daniel Ricciardo. Tre giri dopo si ferma anche Leclerc; il monegasco della Ferrari rientra in gara quarto, alle spalle di Max Verstappen, che supera dopo un solo giro: la classifica è ristabilita come prima delle soste, con Vettel primo, seguito da Hamilton e Leclerc. Quarto è Verstappen, ora davanti a Ricciardo, Bottas e Nico Hülkenberg.
Al trentottesimo giro Bottas strappa la quinta posizione a Ricciardo, dopo un duello durato alcuni giri. Hamilton sfrutta alcuni doppiaggi, e porta il distacco da Vettel a meno di un secondo. Il tedesco è però capace di ricostruire un certo margine sul britannico.
Al giro 48 Vettel manca una chicane, ma riesce a rientrare in pista sempre davanti a Hamilton, che però si lamenta della manovra dell'avversario, che l'avrebbe stretto verso il muro. Nello stesso giro effettua la sosta Verstappen, che scende in settima posizione, alle spalle di Bottas e le due Renault. L'olandese riesce, in un paio di giri, a passare le due vetture francesi, portandosi in quinta posizione.
La direzione di gara commina a Vettel una penalizzazione di cinque secondi per essere rientrato in pista, dopo l'errore al giro 48, in maniera considerata pericolosa. Hamilton, in pista secondo, è di fatto primo, essendo il suo distacco da Vettel inferiore a cinque secondi.
Negli ultimi giri Hamilton si avvicina a Vettel, senza però riuscire a impensierire il tedesco, potendo comunque contare sulla penalizzazione che Vettel sconta sul tempo di gara. A pochi giri dalla fine si ferma Valtteri Bottas per montare gomme nuove e ottenere il giro veloce.
La gara termina con Vettel che taglia il traguardo per primo ma, a causa della penalizzazione di 5 secondi, è Lewis Hamilton a vincere la gara. Charles Leclerc è terzo, davanti a Bottas e Verstappen. Solo i primi cinque piloti chiudono a pieni giri. La Ferrari ha esposto un reclamo contro la decisione dei commissari di gara, utilizzando il diritto alla revisione, previsto dal codice sportivo. Il reclamo è stato poi respinto e la classifica confermata.

### Gran Premio di Francia
Alla partenza le due Mercedes di Lewis Hamilton e Valtteri Bottas allungano al comando su Charles Leclerc, che riesce comunque a difendere la posizione dall'attacco di Max Verstappen; seguono poi le due McLaren, che precedono Sebastian Vettel, Pierre Gasly, Antonio Giovinazzi e Daniel Ricciardo.
Al secondo giro Vettel passa Norris alla variante del rettilineo del Mistral. Giovinazzi, invece, è in crisi con le gomme soft, e cede due posizioni a Ricciardo e al compagno di scuderia Kimi Räikkönen. Il pilota italiano si ferma al giro 7, e monta gomme hard. Il duo della Mercedes controlla la gara agevolmente: Hamilton precede Bottas di 2"3, che ha a sua volta circa 4 secondi di margine su Leclerc. Sempre al settimo giro Vettel passa anche l'altra McLaren, quella di Carlos Sainz Jr., e si porta in quinta posizione.
Al sedicesimo giro si fermano, per cambiare gli pneumatici, Daniel Ricciardo e Kevin Magnussen. Attende un giro Gasly, partito con gomme soft: il francese della Red Bull rientra in gara sempre davanti a Ricciardo, che però lo passa al giro successivo. Nello stesso giro si ferma anche Lando Norris, che monta gomme hard. Tra il giro 20 e il giro 25 si fermano i primi cinque della graduatoria, che montano tutti gomme di mescola dura. La classifica rimane invariata: Hamilton comanda su Bottas (con quasi 12 secondi di vantaggio), Leclerc, Verstappen, Vettel. Seguono poi Räikkönen e Nico Hülkenberg, che non hanno ancora effettuato la loro sosta.
Kimi Räikkönen si ferma per la sostituzione degli pneumatici al giro 31, passando dalle dure alle medie. Tre giri dopo si ferma anche Nico Hülkenberg, che opta, anch'egli, per le medie. Alle spalle di Vettel si trova ora Lance Stroll, che è ancora in gara con le gomme della partenza, davanti al duo della McLaren. Il canadese della Racing Point si ferma solo al giro 39.
Hamilton e Bottas, pur distanziati di tredici secondi, si contendono a più riprese il giro veloce, che garantisce un punto extra ai piloti. Nella parte finale della gara Alexander Albon colpisce uno dei birilli posti alla prima variante, per evitare i tagli della chicane. La direzione di gara stabilisce la virtual safety car, che dura per pochi secondi.
Al cinquantunesimo giro Sebastian Vettel si ferma ai box, per montare gomme soft, e tentare di conquistare il giro veloce. Nel frattempo Charles Leclerc si avvicina a Bottas, fino a ridurre a meno di un secondo il distacco. S'infiamma anche la lotta per il settimo posto, a causa di un problema al differenziale alla vettura di Norris.
Leclerc cerca l'attacco a Bottas all'ultima curva, senza successo, mentre Norris viene passato da Räikkönen, Ricciardo e Hülkenberg. L'australiano della Renault passa poi Räikkönen, passando però oltre i limiti del tracciato, e venendo penalizzato a fine gara, tanto da finire fuori dalla zona dei punti.
Lewis Hamilton vince la sua settantanovesima gara valida per il mondiale di Formula 1, davanti a Bottas e Leclerc. L'inglese, che era partito in pole position e ha condotto la gara per la sua intera lunghezza, vede sfumare il Grand Chelem, a causa di Vettel che coglie, all'ultimo passaggio, il giro veloce.

### Gran Premio d'Austria

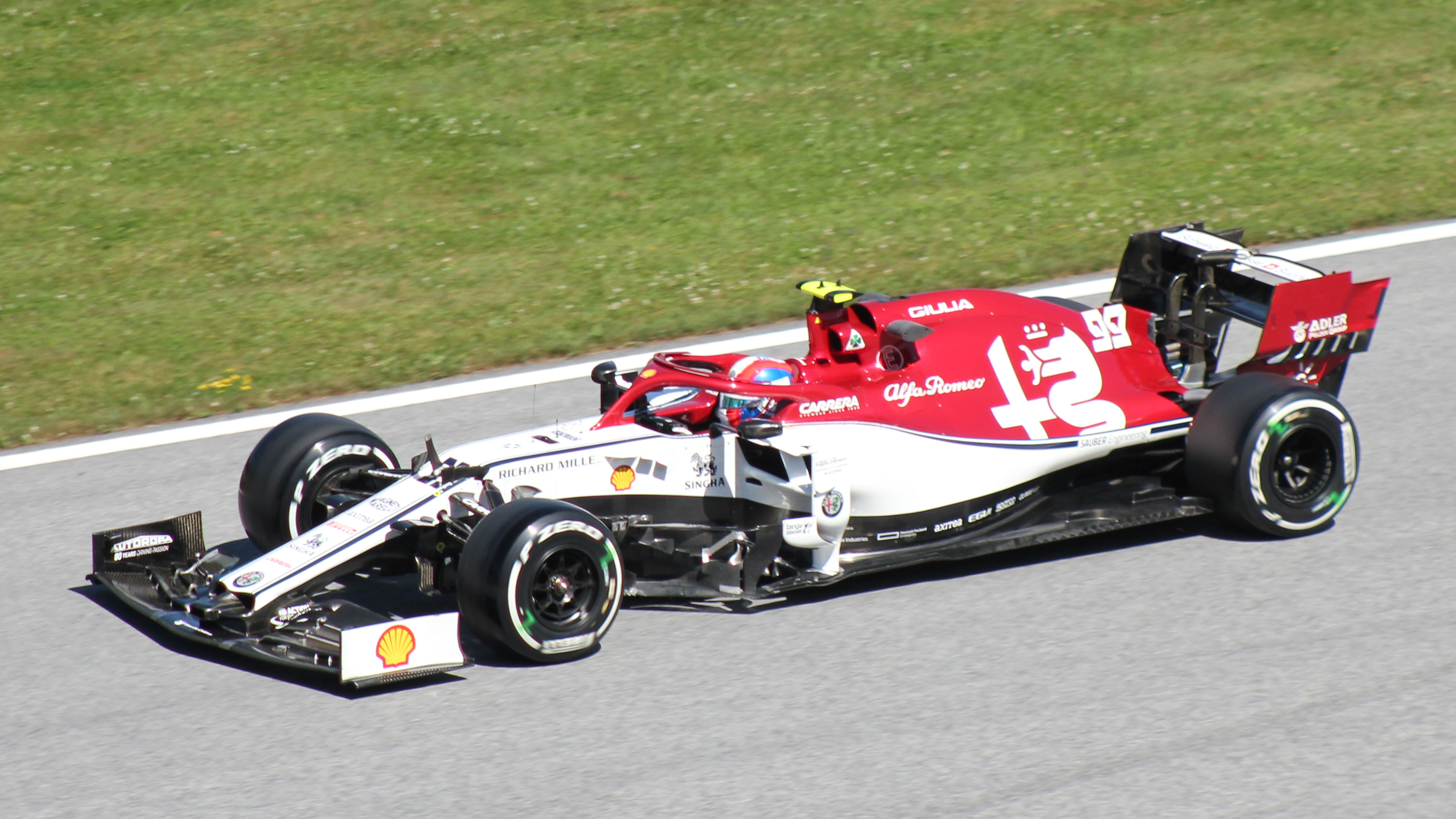
Antonio Giovinazzi conquista, in Austria, il suo primo arrivo a punti in Formula 1. È il primo pilota italiano a riuscirci dal Gran Premio di Corea 2010.

Parte bene Charles Leclerc che mantiene il comando davanti alle due Mercedes, mentre è autore di una cattiva partenza Max Verstappen, che scivola in sesta posizione, scavalcato anche da Kimi Räikkönen, Lando Norris e Sebastian Vettel. Il pilota tedesco della Ferrari scala due posizioni, e già al giro 6 si trova al quarto posto. Anche Verstappen effettua la stessa rimonta, passando Norris al giro 7 e Räikkönen al giro 9.
Leclerc mantiene un vantaggio su Bottas attorno ai due secondi, mentre Hamilton è staccato di cinque secondi: le due vetture tedesche montano gomme medie, a differenza del ferrarista, che è partito con gomme morbide. Al giro 17 Norris passa Kimi Räikkönen per il quinto posto. Al ventesimo giro si fermano sia Valtteri Bottas che Sebastian Vettel: le gomme per il ferrarista però non sono pronte, facendo così perdere diversi secondi al pilota tedesco. Entrambi, comunque, optano per gomme dure.
Al giro 21 si ferma Leclerc, passando anche lui alle dure, mentre, due giri dopo, c'è la sosta anche per Kimi Räikkönen. Due giri dopo Norris si ferma per montare un set di gomme nuove, ma di mescola media. Ora la classifica vede al comando Lewis Hamilton, con sei secondi di margine su Max Verstappen, 13"4 su Leclerc, 17"8 su Bottas e 24"9 su Vettel.
Il campione del mondo attende il trentesimo passaggio per montare gomme di mescola dura; Hamilton scende in quinta posizione. Verstappen si ferma un giro dopo, e rientra in pista davanti a Hamilton. Charles Leclerc torna al comando, davanti a Bottas e Vettel.
Dietro ai primi si pone Daniel Ricciardo, settimo, che non ha ancora cambiato gli pneumatici, ma deve guardarsi dagli attacchi di Lando Norris e Pierre Gasly. Poco dopo l'australiano è passato da Norris, prima di fermarsi al cambio gomme. Al cinquantesimo giro Verstappen, dopo alcuni attacchi a vuoto, passa Vettel. Il tedesco rientra subito ai box, per montare gomme morbide, così da affrontare gli ultimi giri con maggior ritmo. Vettel rientra in gara alle spalle di Hamilton.
Leclerc comanda con circa 5 secondi di vantaggio su Bottas, su cui si sta avvicinando Max Verstappen. L'olandese, al cinquantacinquesimo giro, passa il finlandese, e si piazza secondo. Il pilota della Red Bull Racing, sfruttando le gomme più fresche, lima, di giro in giro, la distanza da Leclerc. Dopo un tentativo non riuscito, al giro 67, Verstappen sorpassa Leclerc alla terza curva, al giro 69, prendendo il comando del gran premio. Più dietro Vettel passa Hamilton, per il quarto posto, andando al caccia del terzo posto di Valtteri Bottas, senza successo.
Max Verstappen ottiene la sesta vittoria nel mondiale, la seconda consecutiva sul Red Bull Ring, interrompendo una striscia di 10 vittorie consecutive per la Mercedes, iniziata al Gran Premio del Brasile 2018. Completano il podio Charles Leclerc e Valtteri Bottas.

### Gran Premio di Gran Bretagna
Alla partenza Valtteri Bottas mantiene il comando su Lewis Hamilton, che precede Charles Leclerc, Max Verstappen e Sebastian Vettel, che già al via ha passato Pierre Gasly. Nelle retrovie vi è un contatto fra le due Haas, che saranno poi costrette al ritiro, nei primi giri.
Hamilton mette pressione a Bottas, riuscendo anche a passarlo, al quarto giro, alle Brooklands; il finlandese è capace però, dopo un paio di curve, a riprendere il comando del gran premio. Dopo qualche giro di assestamento il campione del mondo torna ad avvicinarsi a Bottas, che però risponde con dei giri veloci. Più dietro Leclerc, su gomme morbide, vede avvicinarsi Verstappen, che monta pneumatici di mescola media. All'undicesimo giro Vettel viene superato da Gasly. Il francese, il giro dopo, effettua la sosta ai box, per montare gomme dure.
Dopo diversi giri in battaglia, al tredicesimo passaggio sia Charles Leclerc che Max Verstappen effettuano la sosta: le due vetture, dopo il pit stop, escono nella corsia dei box appaiate: ha la meglio però l'olandese, che rientra in gara davanti al ferrarista. Leclerc si rifà poco dopo, passando Verstappen alla Abbey.
Il leader della gara, Valtteri Bottas, si ferma al giro 16: il finlandese monta ancora gomme medie, come quelle del via, cosa che lo costringerà a una seconda sosta. Continua, nel frattempo, la lotta tra Leclerc e Verstappen, che prosegue per diversi giri.
La svolta del gran premio avviene al giro 19: Antonio Giovinazzi esce di pista e la direzione di gara decide per l'invio in pista della safety car. Hamilton ne approfitta per montare gomme dure. Si fermano anche Sebastian Vettel e Max Verstappen, che optano per lo stesso tipo di coperture per arrivare a fine gara. Il pilota della Red Bull Racing perde così la posizione nei confronti del proprio compagno di scuderia. Al giro 21, ancora in regime di vettura di sicurezza, effettua la seconda sosta anche Leclerc. Il ferrarista si trova ora alle spalle di entrambe le Red Bull.
Alla ripartenza, dopo il periodo di neutralizzazione della gara, cerca di approfittarne Charles Leclerc, con un attacco alle Brooklands, ma l'olandese è capace di resistere. Pochi giri dopo Gasly dà strada a Verstappen, che torna al quarto posto.
Il gran premio è comandato da Lewis Hamilton, con un margine di 1"3 su Bottas, 6"6 su Vettel e 9" su Verstappen. Al giro 36 Leclerc passa Gasly con una difficile manovra all'esterno della curva Copse. Verstappen, dal proprio canto, si avvicina, giro dopo giro, a Vettel, per attaccarlo al giro 37. Il tedesco cerca subito il controsorpasso, ma tampona la Red Bull. Entrambi i piloti sono capaci di rimanere in gara, cedendo però le loro posizioni a Leclerc e Gasly. La direzione di gara affligge dieci secondi di penalità a Sebastian Vettel, considerandolo colpevole per l'incidente. Il tedesco è costretto anche a una sosta ai box, per sostituire il musetto, cosa che lo fa precipitare lontano dalla zona dei punti.
Bottas, dopo avere costruito un margine sufficiente su Leclerc, si ferma per montare gomme soft, con cui concludere il gran premio, mentre Hamilton rifiuta di effettuare ancora una sosta. Le posizioni sono cristallizzate, tranne che per il sesto posto, che vede una lotta intensa tra Carlos Sainz Jr. e Daniel Ricciardo.
Lewis Hamilton conquista, all'ultimo giro, con gomme dure, il giro veloce e il punto bonus che ne deriva. Per il britannico è l'ottantesimo successo nel mondiale, il sesto nel gran premio di casa, diventando così il più vittorioso nel Gran Premio di Gran Bretagna. Valtteri Bottas e Charles Leclerc completano il podio.

### Gran Premio di Germania

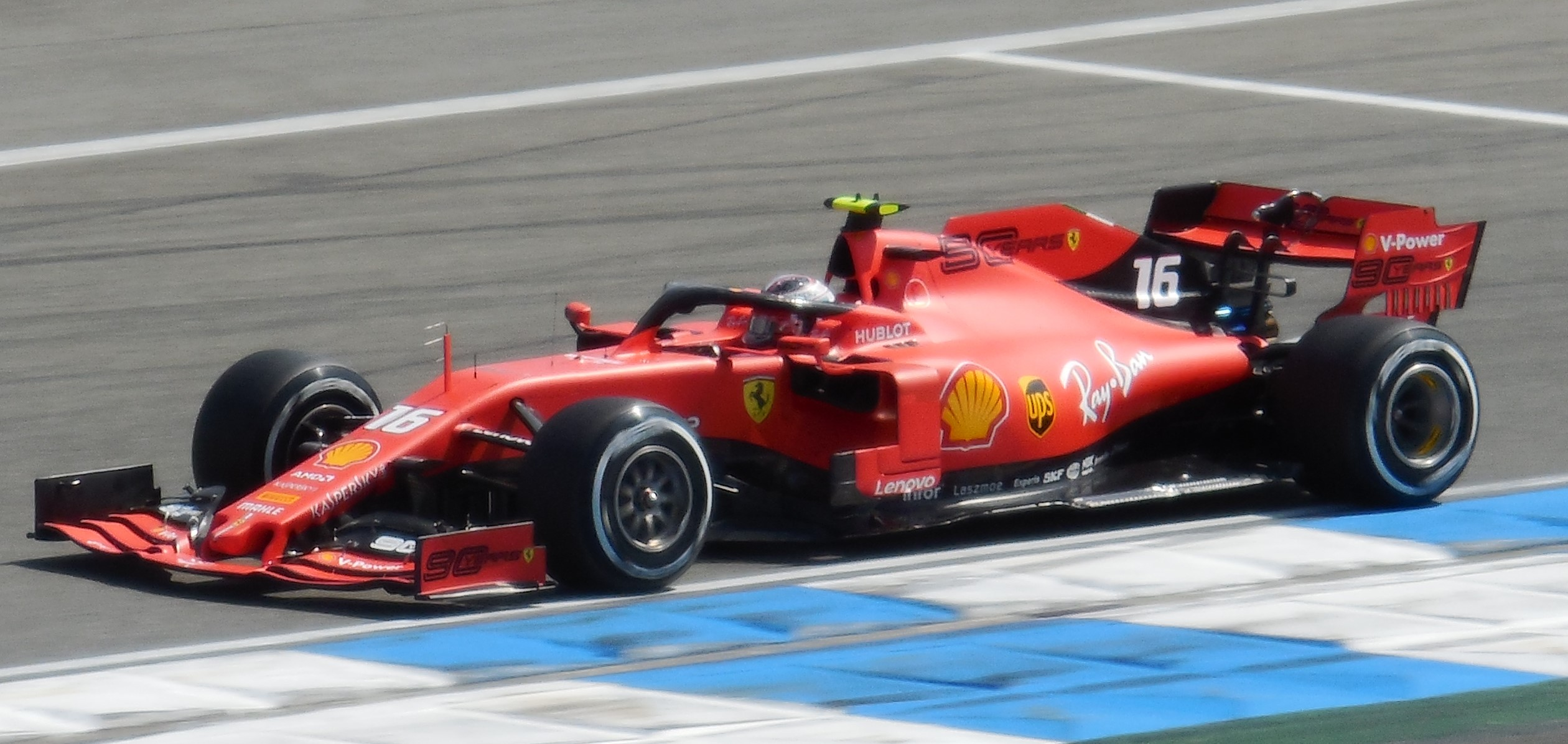
Charles Leclerc su Ferrari è il pilota più veloce nella terza sessione di prove libere in Germania.

A causa della pioggia la direzione di gara decide inizialmente di fare disputare alcuni giri dietro la safety car, ma successivamente viene deciso che la partenza avverrà dalla griglia.
Le due Mercedes mantengono le prime due posizioni, mentre parte male Max Verstappen, che viene passato da Kimi Räikkönen. Seguono poi Nico Hülkenberg e Charles Leclerc. Già al secondo giro Verstappen passa Räikkönen, mentre, poco dopo, Sergio Pérez va in testacoda, uscendo di pista. La direzione di gara invia in pista la vettura di sicurezza. Molti piloti passano ai box per montare gomme da bagnato intermedio. Restano con gomme da bagnato estremo Kevin Magnussen, Lance Stroll, Lando Norris e il duo della Williams. Nella corsia dei box si sfiora la collisione tra Leclerc e Romain Grosjean. La direzione di gara decide di non penalizzare il pilota monegasco, multando solo la Scuderia Ferrari.
La gara riprende con Lewis Hamilton al comando, seguito da Valtteri Bottas, Max Verstappen, Charles Leclerc, Nico Hülkenberg e Kevin Magnussen. Il danese, ancora con gomme da bagnato estremo, viene passato sia da Kimi Räikkönen che da Sebastian Vettel. Magnussen attende l'ottavo giro per il cambio gomme.
Al giro 14 si ritira, per un guasto a uno scarico, Daniel Ricciardo. Viene stabilita la virtual safety car: effettuano il cambio gomme, restando con gomme da bagnato intermedio, sia Hülkenberg che Leclerc. Al termine della situazione di pericolo, Verstappen attacca Bottas, senza successo, e rischia il testacoda. La scelta di gomme nuove premia Hülkenberg, che sorpassa Kimi Räikkönen, per il quinto posto. La classifica vede Lewis Hamilton, al giro 20, con 5"8 su Valtteri Bottas, 7" su Max Verstappen e 11"8 su Leclerc.
Al giro 22 Magnussen è il primo pilota che prova a montare gomme da asciutto. Un giro dopo la stessa scelta è compiuta da Sebastian Vettel. Al venticinquesimo passaggio si ferma anche Verstappen che opta per gomme da asciutto di mescola media, a differenza di Vettel e Magnussen che hanno montato gomme soft. Al giro 26 si ferma Bottas per montare gomme medie; Verstappen va in testacoda, riuscendo però a restare in pista. Un giro dopo si ritira Lando Norris, per una perdita di potenza. La direzione di gara è ancora costretta a indicare la virtual safety car. Ne approfitta Leclerc che si ferma ai box, monta gomme slick, e rientra in gara davanti a Bottas e Verstappen.
Al ventottesimo passaggio Lewis Hamilton si ferma per montare gomme soft, e rientra in gara al primo posto. Poco dopo Charles Leclerc termina nella ghiaia all'ultima curva, ed è costretto al ritiro. Solo un giro dopo compie un errore analogo anche Hamilton, che però è capace di rientrare in gara, anche se la vettura è danneggiata e costringe il pilota britannico a una nuova sosta, per sostituire il musetto della sua monoposto. Vanno ai box Verstappen e Nico Hülkenberg per un nuovo cambio gomme.
La pioggia ritorna a colpire il tracciato, costringendo ancora a optare per gomme da bagnato intermedio. La classifica vede ora al comando Max Verstappen, davanti a Nico Hülkenberg, Valtteri Bottas, Alexander Albon e Lewis Hamilton, che con la safety car di nuovo in pista ha potuto ricucire la distanza dai primi. Il campione del mondo è penalizzato di cinque secondi per essere rientrato nella corsia dei box in maniera non regolare.
Alla ripartenza della gara Hamilton passa Albon, mentre al giro 36 Bottas passa Hülkenberg. Un giro dopo il tedesco della Renault è passato anche da Hamilton. Al trentanovesimo passaggio Kimi Räikkönen, settimo, esce di pista nello stesso punto di Leclerc e di Hamilton, rientrando però in gara regolarmente. Al giro 40 si ritira Nico Hülkenberg che finisce contro le barriere, sempre all'ultima curva. Entra ancora la vettura di sicurezza: Max Verstappen rimonta gomme intermedie, e rientra in gara sempre al comando, davanti alle due Mercedes. Anche Vettel opta per gomme intermedie nuove.
Pochi giri dopo il leader della gara Verstappen si ferma ancora, per passare a gomme slick. Si fermano anche Bottas, Sainz Jr., Gasly e Albon. Un giro dopo si ferma anche Hamilton, che sconta la penalità. Nuova sosta anche per Vettel.
Max Verstappen comanda con 2"4 su Lance Stroll e 4"4 su Daniil Kvjat (tra i primi a passare di nuovo alle gomme da asciutto). Seguono Valtteri Bottas, Carlos Sainz Jr., Kevin Magnussen, Alexander Albon, Pierre Gasly e Sebastian Vettel. Al cinquantesimo giro Kvjat passa Stroll, mentre Vettel passa Gasly e Magnussen. Hamilton commette un ulteriore errore, al cinquantaduesimo giro, e precipita in fondo al gruppo, dopo essere costretto a una nuova sosta per montare gomme nuove, rovinate dal suo errore.
Al giro 56 si ritira Bottas, dopo essere uscito di pista alla prima curva e avere sbattuto contro le barriere. Per l'ennesima volta la direzione di gara è costretta a inviare in pista la safety car. Alla ripartenza Vettel passa Sainz Jr. per il quarto posto. Al sessantunesimo giro il tedesco della Ferrari passa anche Lance Stroll. Un giro dopo Vettel ha la meglio anche su Kvjat. Nello stesso giro Gasly attacca, senza successo, Albon: a seguito dell'attacco la sua Red Bull Racing viene danneggiata, e il francese è costretto al ritiro.
La gara si chiude dopo 64 giri, dei 67 previsti, ai quali vengono scalati i tre giri compiuti dietro la vettura di sicurezza. Max Verstappen ottiene la sua settima vittoria in carriera; Sebastian Vettel chiude secondo, dopo essere partito ventesimo, mentre Daniil Kvjat torna a podio dopo tre anni. Per la Scuderia Toro Rosso è il secondo podio, dopo la vittoria al Gran Premio d'Italia 2008.

### Gran Premio d'Ungheria

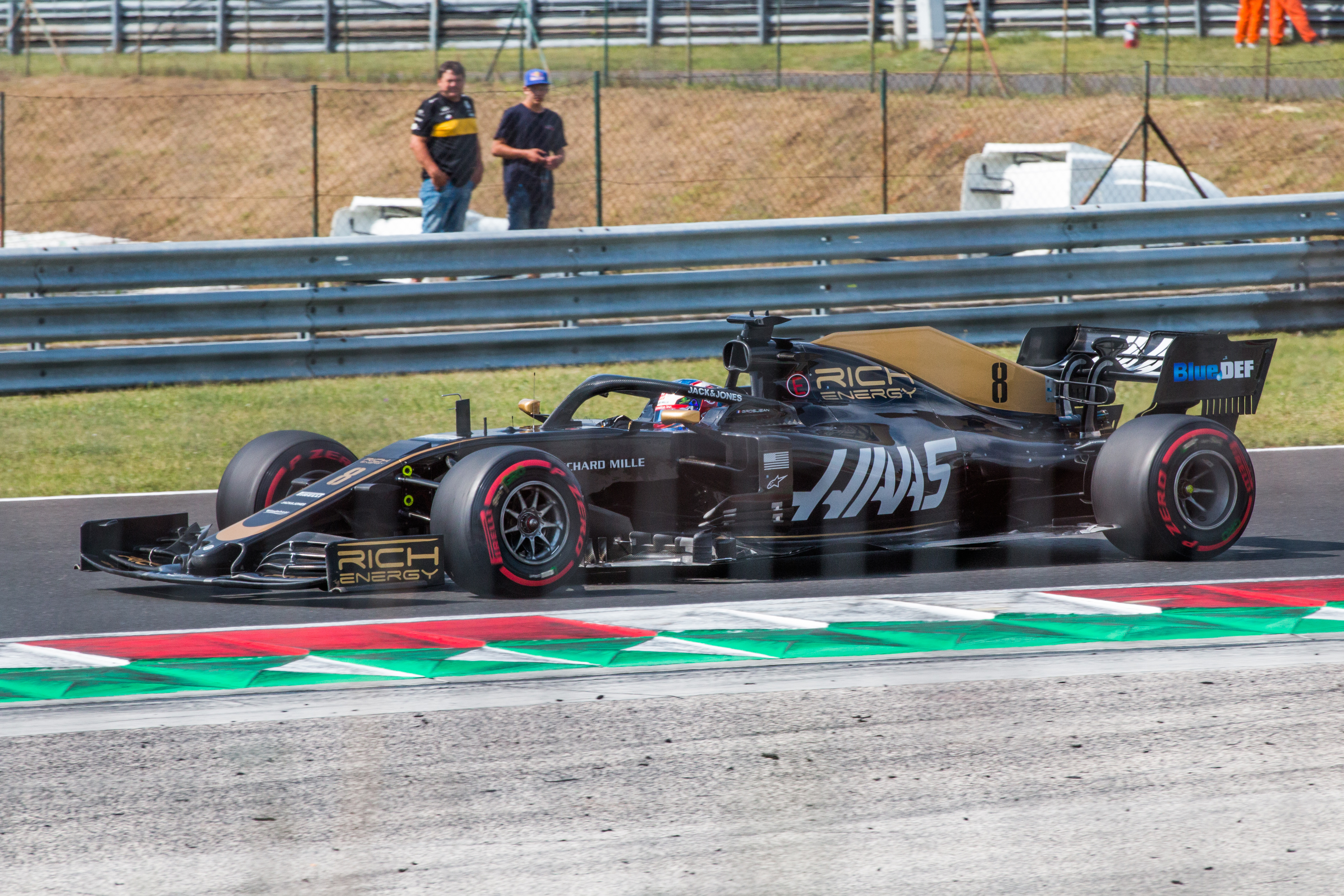
Romain Grosjean su Haas è l'unico pilota a ritirarsi nel Gran Premio d'Ungheria.

Alla partenza Max Verstappen tiene il comando della gara, mentre c'è battaglia tra Valtteri Bottas e Lewis Hamilton per la seconda posizione. L'inglese passa il compagno di scuderia, che, deve cedere, poco dopo, anche a Charles Leclerc. Nel corso del primo giro anche Sebastian Vettel supera il finnico, penalizzato dall'alettone anteriore danneggiato in un contatto con Leclerc. Bottas è costretto, al quinto giro, al pit stop, per sostituire il musetto.
Verstappen comanda il gran premio, davanti a Hamilton, che precede il duo della Scuderia Ferrari, staccato di diversi secondi dalla testa della gara. Seguono poi le due McLaren, Kimi Räikkönen, Pierre Gasly e Romain Grosjean. Bottas, sceso in ultima posizione, inizia la sua rimonta, che lo porta, al giro 18, al quindicesimo posto. Nello stesso giro c'è un lungo duello fra le due Toro Rosso, che si conclude alla quarta curva, con il sorpasso di Daniil Kvjat ai danni di Alexander Albon.
La classifica, almeno nelle posizioni di vertice, rimane immutata fino al giro 25, quando Verstappen, in crisi con le gomme, decide di montare gomme dure. Passa al comando Hamilton, mentre Verstappen rientra in gara sempre davanti alle due Ferrari, ma con davanti un gruppo di piloti da doppiare. Al ventisettesimo giro si ferma anche Charles Leclerc, che passa, anch'egli, a gomme dure, dopo le medie del via. Dopo un giro si ferma Lando Norris, seguito al giro 29, dal compagno di team Carlos Sainz Jr. e da Kimi Räikkönen.
Il comando della gara cambia al giro 31, quando si ferma anche Hamilton. Il britannico rientra in pista secondo, alle spalle di Verstappen. Bottas supera Ricciardo per l'undicesimo posto, mentre Gasly, passando Nico Hülkenberg, è sesto. Il francese della Red Bull Racing, dopo i vari pit stop, si era trovato davanti sia a Norris che a Räikkönen. In un paio di giri Hamilton ricuce la distanza da Verstappen, e si pone in tentativo di sorpasso, al giro 38, alla curva 4, ma senza successo. Verstappen riesce a sfruttare il DRS nei doppiaggi, non facendosi più avvicinare da Hamilton. Al trentanovesimo giro si ferma per il cambio gomme Sebastian Vettel, che monta coperture morbide.
Verstappen guida la gara, con due secondi di margine su Hamilton, 37 su Leclerc e 56 su Vettel. Seguono poi Sainz Jr., Gasly, Räikkönen e Norris. Bottas è alle spalle del britannico della McLaren, e davanti a Ricciardo, che non ha ancora cambiato gli pneumatici. I due si fermano al giro 47: Bottas monta gomme medie, mentre l'australiano opta per le morbide.
Al quarantottesimo giro la Mercedes richiama ai box anche Hamilton, per la seconda sosta. Il campione del mondo monta gomme medie, e rientra in gara sempre secondo, ma a 18 secondi da Verstappen. Dopo qualche giro in cui le gomme dell'olandese sembrano reggere il britannico inizia a ridurre il margine di distacco, avvicinandosi giro dopo giro. Più dietro Bottas, con gomme nuove, rientra rapidamente nella zona dei punti.
Hamilton raggiunge e passa Verstappen al giro 66, trovandosi così nuovamente al comando della gara. L'olandese effettua il suo secondo cambio gomme, rientra secondo, e coglie il giro veloce della gara, che dà un punto addizionale. A due giri dal termine Sebastian Vettel, sfruttando le gomme più fresche, passa il compagno di team Leclerc ed entra sul podio.
Lewis Hamilton coglie la sua ottantunesima vittoria nel mondiale di Formula 1, davanti a Verstappen, Vettel e Leclerc.

### Gran Premio del Belgio
Prima della gara viene osservato un minuto di silenzio per ricordare il pilota francese Anthoine Hubert, scomparso il giorno precedente in un incidente durante la feature race di Formula 2.
Al via Charles Leclerc tiene il comando, mentre l'altro ferrarista, Sebastian Vettel, cede la seconda posizione a Lewis Hamilton. Dietro, Max Verstappen colpisce l'Alfa Romeo di Kimi Räikkönen alla prima curva: all'Eau Rouge termina la gara per l'olandese, che finisce contro le barriere, mentre il finlandese è costretto a una sosta ai box, per sostituire il musetto. Vi è un contatto anche fra Daniel Ricciardo e Lance Stroll.
Sul successivo rettilineo del Kemmel Vettel ripassa Hamilton, poco prima che la direzione di gara invii in pista la safety car. La classifica vede al comando il duo della Ferrari, davanti ai due piloti della Mercedes e Lando Norris. Quando la direzione di gara ha già annunciato la fine del periodo di neutralizzazione, si ferma anche la McLaren di Carlos Sainz Jr., all'ultima chicane: ciò obbliga a prolungare ancora la presenza in pista della vettura di sicurezza.
Alla ripartenza Vettel blocca le ruote e non riesce ad attaccare Leclerc, ma invece deve guardarsi da Hamilton. La graduatoria non cambia, per le prime posizioni, fino al decimo giro, quando Sergio Pérez passa Kevin Magnussen, per il settimo posto. La vettura del danese però non è competitiva, tanto che Magnussen perde nei giri successivi diverse posizioni.
Al giro 14 c'è il primo pit stop per il cambio gomme di Pierre Gasly, che era ottavo. Due giri dopo si fermano anche Sebastian Vettel e Pérez. Al diciannovesimo giro la FIA decide di ricordare il pilota di Formula 2 Anthoine Hubert, scomparso il giorno prima, che correva con il numero 19: tutto il pubblico presente omaggia il pilota francese con un lungo applauso. Al ventesimo giro cambia gli pneumatici Lando Norris, che era quinto, e che mantiene la posizione grazie a un sorpasso su Daniil Kvjat.
Charles Leclerc si ferma al giro 22, nel quale monta gomme medie, e ritorna in gara alle spalle di Vettel. Hamilton attende il giro seguente, e rientra in gara molto alle spalle del duo della Ferrari. Al quarto posto c'è Valtteri Bottas, che si è fermato al giro 24, che precede Norris, Antonio Giovinazzi, Daniil Kvjat (che non hanno ancora effettuato la sosta), poi Daniel Ricciardo e Sergio Pérez.
Le gomme di Vettel vanno presto in crisi, tanto che il tedesco cede il comando della gara a Leclerc al giro 27. Vettel deve poi guardarsi dal ritorno di Hamilton, riuscendo anche a difendersi per un paio di giri. Hamilton ha la meglio, sul lungo rettilineo, al trentaduesimo giro. Dopo un paio di giri, Vettel effettua la seconda sosta, optando per le gomme soft.
Leclerc comanda la gara con 6 secondi e mezzo di margine su Hamilton, che precede, a sua volta, Bottas. Seguono Vettel, Norris, Pérez, Ricciardo, Kvjat e Albon. Il thailandese della Red Bull Racing passa Kvjat al trentottesimo passaggio. Nei giri seguenti Daniel Ricciardo scende in classifica, cedendo quattro posizioni.
Nei giri finali Charles Leclerc vede assottigliarsi il margine di vantaggio su Lewis Hamilton. All'ultimo giro Antonio Giovinazzi, nono, esce in testacoda, mentre Lando Norris, all'inizio della sua ultima tornata, è costretto a parcheggiare la sua vettura sul rettilineo dei box. Le bandiere gialle aiutano il monegasco a evitare l'attacco di Hamilton. Sempre nell'ultimo giro, Albon passa Pérez, per il quinto posto.
Per Charles Leclerc è la prima vittoria nel mondiale di Formula 1, primo pilota monegasco a riuscire nell'impresa, il centottesimo in totale nonché il più giovane pilota a vincere una gara del mondiale con la Scuderia Ferrari. All'arrivo dedica la sua prima vittoria al suo amico Hubert.

### Gran Premio d'Italia

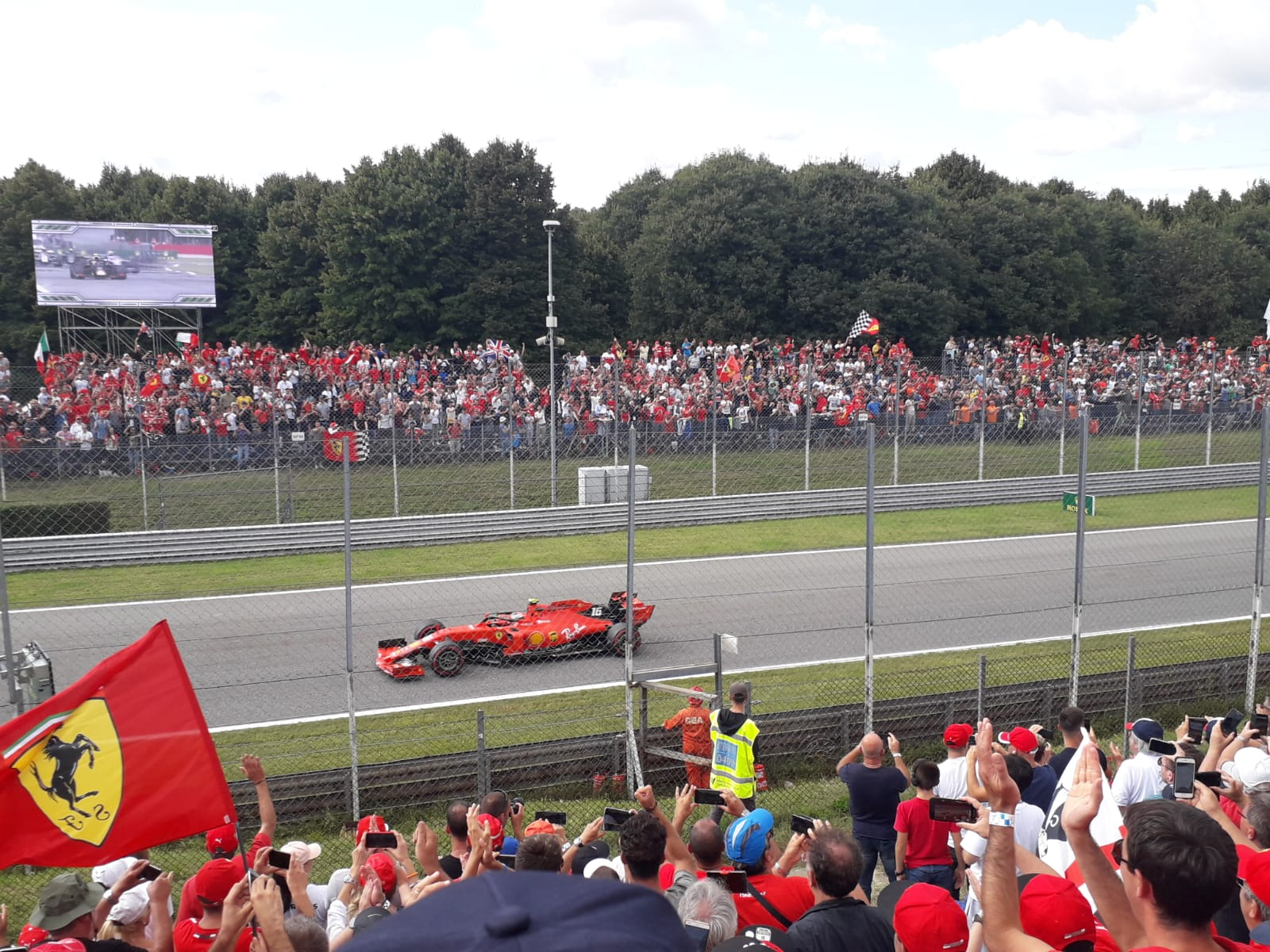
Charles Leclerc, vincitore del Gran Premio d'Italia a Monza, conquista il suo secondo successo consecutivo in Formula 1.

Al via Charles Leclerc tiene il comando, resistendo all'attacco di Lewis Hamilton. Terzo è Valtteri Bottas, davanti a Nico Hülkenberg che ha passato Sebastian Vettel alla terza curva. Il pilota della Scuderia Ferrari riprende la quarta posizione all'inizio del secondo giro. Sempre nella stessa tornata Alexander Albon passa Carlos Sainz Jr., per l'ottava posizione, alla Variante della Roggia, prima di dovere cedere nuovamente la posizione allo spagnolo.
Al quarto giro c'è un cambio di posizione tra le due Renault con Daniel Ricciardo che prende la quinta posizione su Hülkenberg. Al sesto giro Vettel si gira alla Variante Ascari; nel ripartire sfiora il sopraggiungente Lance Stroll, che si scompone e rischia di colpire Pierre Gasly che, per evitare l'impatto, esce dal tracciato, ma può proseguire il gran premio. Vettel è costretto a una sosta ai box, per cambiare il musetto, uscendo così dalla zona dei punti. La direzione di gara impone uno stop and go di dieci secondi al tedesco, mentre Stroll è penalizzato con un drive through.
Al quindicesimo giro Albon passa Antonio Giovinazzi per la settima posizione. Due giri dopo si ferma Lewis Hamilton, che passa alle gomme medie. Il giro seguente è il turno per Leclerc, che opta per le gomme dure. Il monegasco rientra in gara davanti a Hamilton, che però, sfruttando le gomme più calde, cerca di attaccarlo, per ottenere la leadership del gran premio, senza successo.
Al comando ora si trova Bottas, davanti alle due Renault, e i duellanti Leclerc e Hamilton. Questi due passano Nico Hülkenberg, poi Hamilton attacca Leclerc alla Variante della Roggia: il monegasco si difende duramente, costringendo Hamilton a usare la via di fuga, venendo richiamato dalla direzione di gara tramite la bandiera bianca e nera. Bottas attende il ventiseiesimo giro per la sua sosta; il pilota della Mercedes monta gomme medie. Rientrato alle spalle di Ricciardo, lo passa il giro seguente. Il ferrarista Leclerc torna al comando, sempre tallonato da Hamilton. Poco dopo si ritira Carlos Sainz Jr., per una gomma mal fissata dopo la sosta ai box. Nico Hülkenberg si ferma per la sosta, al giro 29. Al trentatreesimo passaggio Albon passa Giovinazzi, per la sesta piazza.
Hamilton mantiene sempre costante la pressione su Leclerc, che al giro 36 va lungo alla prima variante, tagliandola e rientrando in pista, mantenendo però la testa della gara. La direzione di gara non prende provvedimenti nei confronti del ferrarista. Al giro 37 Charles Leclerc compie una piccola sbavatura alla Variante Ascari, senza che Lewis Hamilton si avvicini a sufficienza per il sorpasso. Leclerc riesce a sfruttare bene le scie dei vari doppiati che si trova davanti in gara.
Hamilton lamenta un degrado delle gomme, tanto che effettua un lungo alla prima curva, e viene passato dal compagno di team Bottas, che si mette all'inseguimento di Leclerc. Al giro 41 Max Verstappen passa Antonio Giovinazzi, per l'ottavo posto. Hamilton entra ai box, al quarantanovesimo giro, per montare gomme medie, e cercare il punto bonus del giro veloce, che ottiene al giro 51.
Charles Leclerc tiene la testa fino all'arrivo, conquistando la sua seconda vittoria consecutiva, diventando così il nono pilota a riuscire nell'impresa. Con questa vittoria la Scuderia Ferrari vince a Monza per la prima volta dal 2010 quando il vincitore fu Fernando Alonso.

### Gran Premio di Singapore

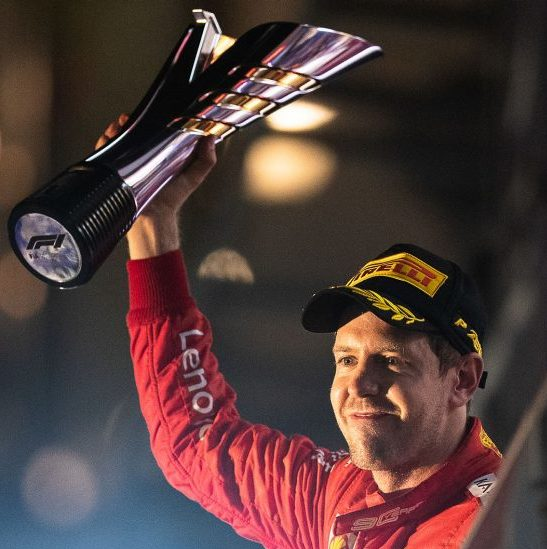
Il pilota della Ferrari Sebastian Vettel vincitore del Gran Premio di Singapore.

Allo spegnimento dei semafori Charles Leclerc mantiene il comando della gara, mentre l'altro pilota della Ferrari, Sebastian Vettel, cerca, senza successo, l'attacco a Lewis Hamilton. Seguono poi Max Verstappen, Valtteri Bottas, Alexander Albon e Lando Norris. Nelle retrovie c'è un contatto tra Nico Hülkenberg e Carlos Sainz Jr., con quest'ultimo che scende all'ultimo posto.
La classifica, almeno nelle prime posizioni, resta invariata per molti giri, con i piloti di testa che tengono un ritmo molto blando, al fine di conservare le gomme e il carburante. L'unico che guadagna posizioni è Daniel Ricciardo che, partito ultimo, scala fino alla decima posizione al diciottesimo giro. Un giro dopo effettuano la sosta Sebastian Vettel e Max Verstappen, che passano alle gomme dure. Seguono poi le soste di Leclerc, al ventesimo giro, e di Bottas, un giro dopo. Vettel, grazie a un giro molto veloce, riesce a stare davanti a Leclerc che così si ritrova dietro al suo compagno di squadra. Conduce così Lewis Hamilton, che precede i piloti che non hanno cambiato gli pneumatici come Antonio Giovinazzi, Pierre Gasly, Daniel Ricciardo e Lance Stroll. Alle spalle di questi c'è Sebastian Vettel, che ora è davanti anche a Verstappen, mentre Bottas è rimasto alle spalle dell'olandese.
Hamilton cerca di ritardare la sosta, sperando che le Ferrari trovino piloti più lenti davanti, che ne rallentino il ritmo. Il britannico è però costretto al pit stop al giro 26: si porta al comando Giovinazzi, per la prima volta in carriera nel mondiale di Formula 1 (primo italiano in testa a una gara dopo Giancarlo Fisichella nel Gran Premio del Belgio 2009). Hamilton rientra in gara ottavo, davanti comunque a Bottas. Nel frattempo le due Ferrari hanno passato Lance Stroll. Tra il ventinovesimo e il trentunesimo giro Vettel passa Gasly, Ricciardo e Giovinazzi, portandosi al comando del gran premio. Alle sue spalle risalgono anche Leclerc e Verstappen, che si trovano ora secondo e terzo, sfruttando anche le soste ai box di quei piloti che si trovavano davanti a loro in precedenza.
Al trentacinquesimo giro la direzione di gara è costretta a inviare in pista, per la prima volta in gara, la safety car, per un contatto tra George Russell e Romain Grosjean. La gara riprende con Vettel al comando, davanti a Leclerc, Verstappen e le due Mercedes.
Alla ripartenza c'è subito un contatto tra Gasly e Stroll, con il canadese che rimedia una foratura. Pochi istanti dopo si ritira l'altro pilota della Racing Point, Sergio Pérez. La vettura rimane in traiettoria, tanto che la direzione di gara invia per la seconda volta in pista la vettura di sicurezza. Anche in questo caso la classifica, al nuovo via, rimane invariata, nelle posizioni di testa. Dietro, invece, perde velocità Kimi Räikkönen, che scende in classifica di diverse posizioni. All'inizio del giro 49 il pilota dell'Alfa Romeo va in contatto, alla prima curva, con Daniil Kvjat, finendo nella via di fuga. Entra in pista così, per la terza volta in pochi giri, la safety car.
Vettel rimane sempre al comando, riuscendo a gestire Leclerc, che si avvicina al compagno di scuderia senza riuscire a impensierirlo. Più dietro Hamilton mette pressione a Verstappen, che però risulta imprendibile.
Sebastian Vettel vince per la quinta volta a Singapore, tornando al successo in Formula 1 dopo il Gran Premio del Belgio 2018. Per la Ferrari è la terza vittoria consecutiva (non accadeva dal 2008) e anche l'ottantaquattresima doppietta con il secondo posto di Charles Leclerc (l'ultima era stata ottenuta al Gran Premio d'Ungheria 2017). Kevin Magnussen ottiene, negli ultimi giri, il giro più veloce ma, per la prima volta da quando è stato reintrodotto il punto supplementare per il giro più rapido, esso non viene assegnato in quanto il pilota danese non giunge nei primi dieci.

### Gran Premio di Russia
Al via Sebastian Vettel prende la testa della gara, grazie alla scia di Charles Leclerc, passando sia il pilota monegasco che Lewis Hamilton. Nelle retrovie c'è un contatto fra Romain Grosjean e Antonio Giovinazzi, che obbliga la direzione di gara a inviare in pista la vettura di sicurezza. Più dietro Kimi Räikkönen parte prima dello spegnimento dei semafori, fermandosi però subito, e venendo superato dagli altri piloti; successivamente il pilota finlandese è penalizzato con un drive through per falsa partenza.
Alla ripartenza la classifica vede, alle spalle dei primi tre, Carlos Sainz Jr., Valtteri Bottas, Lando Norris e Sergio Pérez. Nei giri successivi Leclerc chiede via radio che Vettel gli ceda la posizione, dopo averlo favorito, concedendogli la scia alla partenza, al fine di passare Hamilton. Il tedesco però inanella diversi giri veloci, mantenendo sempre un certo margine sul compagno di team. Al settimo giro Bottas ha la meglio su Sainz Jr., per il quarto posto.
All'ottavo giro Max Verstappen passa Pérez, conquistando l'ottava posizione. L'olandese prosegue la sua rimonta nei giri successivi, passando prima Norris e poi Sainz Jr.. Al quattordicesimo passaggio Nico Hülkenberg prende l'ottava piazza a Pérez. Tre giri dopo il tedesco della Renault si ferma ai box, per montare gomme medie. A causa della lentezza per la sosta, scende in diciassettesima posizione. Tra il ventesimo e il ventunesimo giro si fermano le due McLaren, che optano per le mescole medie.
Al giro 23 si ferma Charles Leclerc, che passa alle gomme medie; stessa scelta per Sergio Pérez, che si ferma al giro seguente. Nello stesso giro Alexander Albon, dopo un lungo duello, passa Pierre Gasly, ed è ottavo. L'altro pilota della Ferrari, Vettel, capoclassifica, si ferma al giro 27. Nel giro successivo, dopo essere rientrato in gara davanti a Leclerc, il tedesco è costretto al ritiro per una perdita di potenza del motore. La direzione di gara stabilisce il regime di virtual safety car, in quanto la vettura di Vettel è in posizione considerata pericolosa.
Approfittano della situazione le due Mercedes, che passano subito ai box per il cambio gomme. I due piloti passano dalle gomme medie alle morbide, con Hamilton che rientra in gara davanti a Leclerc, che ora è secondo, e davanti a Bottas. Anche Verstappen monta gomme nuove, di mescola media. L'olandese è ora quarto, davanti a Sainz Jr., Magnussen e Norris.
Alla ripartenza finisce fuori pista George Russell: ciò comporta un'altra entrata della safety car. In questo frangente Leclerc decide di effettuare una nuova sosta, passando a gomme soft. Il monegasco ritorna in gara terzo, alle spalle anche di Bottas.
Alla ripartenza Leclerc mette sotto pressione Bottas, riuscendo a portarsi a meno di un secondo di distanza dal finnico, potendo così usare il DRS. Il pilota della Ferrari cerca, per diversi giri, di mettere pressione al pilota della Mercedes, senza però riuscire a passarlo. Nei giri finali c'è la rimonta di Albon, che passa dal decimo al sesto posto, tra il trentaduesimo e il quarantaduesimo giro.
Al giro 44 Pérez passa Magnussen per il settimo posto. Albon, pilota della Red Bull Racing, passa anche Sainz Jr., al giro 48, e si pone quinto.
Lewis Hamilton conquista la sua ottantaduesima vittoria nel mondiale, davanti a Bottas e Leclerc.

### Gran Premio del Giappone

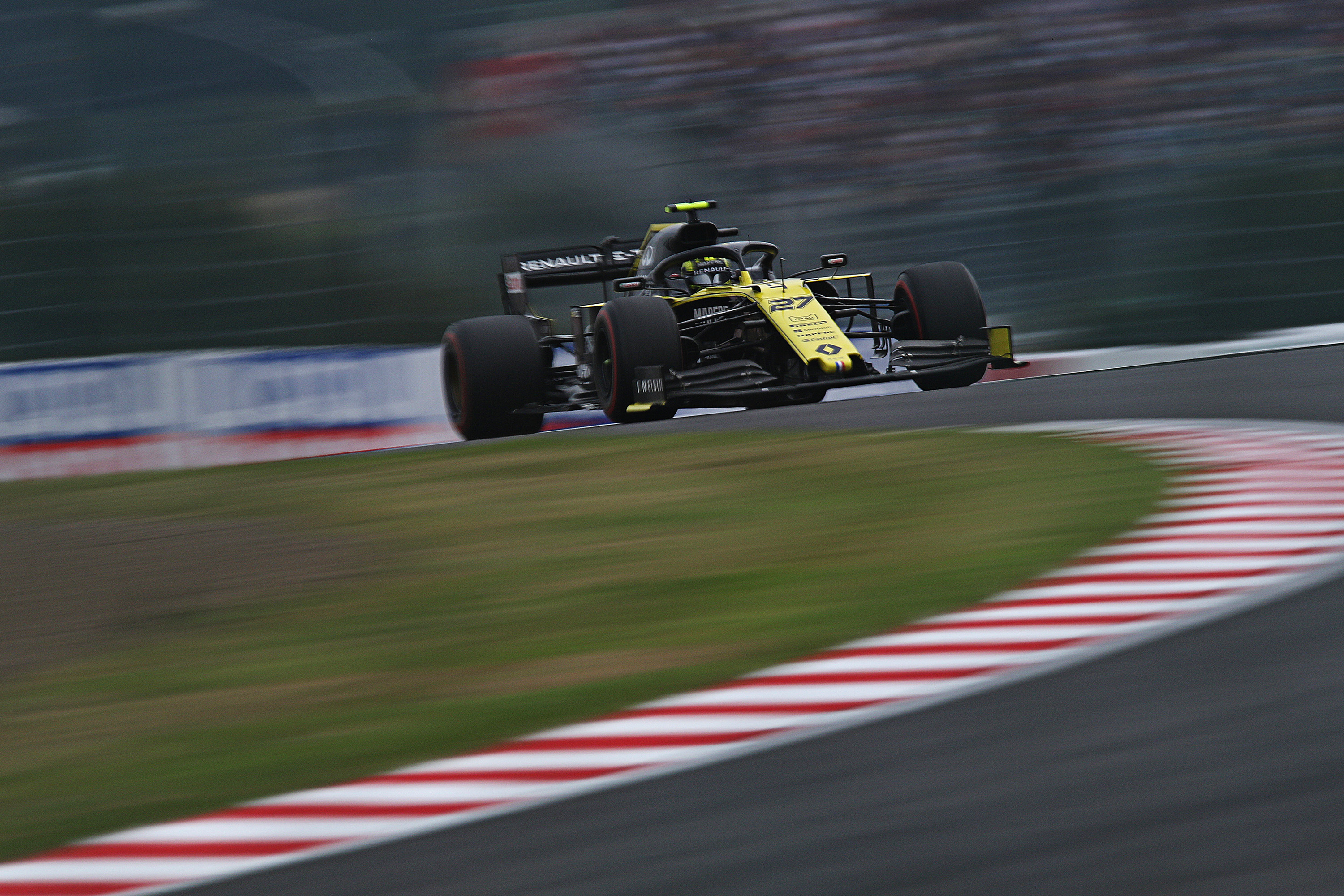
Nico Hülkenberg su Renault; le vetture francesi sono squalificate al termine della gara del Giappone per avere violato il regolamento tecnico.

Sebastian Vettel fa muovere la sua Ferrari prima dello spegnimento dei semafori. Il tedesco ferma subito la sua monoposto, ma ciò lo penalizza alla partenza, tanto che viene superato da Valtteri Bottas, partito terzo. Dietro Charles Leclerc, partito secondo, deve difendersi da Max Verstappen. I due vanno a contatto alla seconda curva, ed entrambe le vetture risultano danneggiate, con l'olandese che si ferma subito ai box, mentre il ferrarista decide di proseguire, anche se con l'alettone anteriore che sta perdendo una bandella laterale.
Più dietro Lewis Hamilton, rallentato dal contatto tra Leclerc e Verstappen, viene toccato da Carlos Sainz Jr., senza però subire conseguenze alla vettura. Nel corso del secondo giro la bandella dell'alettone di Leclerc si stacca, colpendo la vettura di Hamilton, che può proseguire. Leclerc, invece, deve fermarsi al terzo giro, per sostituire infine l'alettone anteriore.
La classifica vede al comando Valtteri Bottas, che precede Sebastian Vettel, Lewis Hamilton, Carlos Sainz Jr., Lando Norris, Alexander Albon, Pierre Gasly e Lance Stroll. Al quinto giro c'è un contatto tra Norris e Albon, con il pilota della McLaren che è costretto a fermarsi ai box. Intanto, dalla vettura di Leclerc, si stacca anche lo specchietto sinistro. L'altro pilota coinvolto nell'incidente al via, Verstappen, si ritira al quattordicesimo giro.
Vettel viene posto sotto indagine dai commissari per la falsa partenza, ma la commissione decide di non infliggergli nessuna penalità. Bottas, sempre in testa, riesce ad ampliare il margine di vantaggio sul tedesco. Al giro 15 si fermano Albon e Kimi Räikkönen, per montare gomme hard. Un giro dopo si ferma Vettel, che opta per le soft, mentre Bottas, ai box al giro 17, passa alle medie.
Al comando ora c'è Lewis Hamilton, che precede Bottas, Sainz Jr., Vettel e le due Renault. Il tedesco della Scuderia Ferrari passa Sainz Jr. al giro 18. La direzione di gara comunica che l'incidente tra Leclerc e Verstappen verrà indagato solo a fine gara. Il monegasco, da parte sua, è autore di una lunga rimonta, che lo riporta in zona punti già al diciannovesimo giro. Hamilton si ferma al giro 21: il britannico rientra in pista terzo, davanti a Carlos Sainz Jr., dopo avere montato gomme di mescola media. Alle spalle dello spagnolo ci sono Albon, Ricciardo e Leclerc. Bottas, di nuovo al comando, porta a oltre dieci secondi il vantaggio su Vettel. Charles Leclerc, al giro 25, effettua la seconda sosta, montando gomme morbide. Un giro dopo è il turno per Sainz Jr., che passa alle medie.
Al ventinovesimo giro si ferma Daniel Ricciardo, che era quinto. Vettel attende due giri, per la seconda sosta: il tedesco monta gomme medie, rientrando in pista terzo, alle spalle del duo Mercedes. Albon attende il trentaquattresimo giro per il secondo pit stop, precedendo di un giro la stessa mossa del battistrada Bottas, che monta coperture di mescola soft. Il finlandese è secondo, con sette secondi di margine su Vettel.
Torna primo Lewis Hamilton, davanti a Bottas, Vettel, Albon, Sainz Jr., Leclerc e Gasly. Il campione del mondo, con un vantaggio di oltre sette secondi su Bottas, effettua la sua seconda fermata ai box al giro 41. Tornano ai primi due posti Bottas e Vettel. Leclerc si ferma per la terza volta al giro 47, per montare pneumatici soft. Il monegasco, che cerca il punto aggiuntivo del giro veloce, resta sesto.
Hamilton, con gomme nuove, si avvicina a Vettel, negli ultimi giri della gara. Il ferrarista, con una vettura dotata di una buona velocità di punta, sfruttando anche il DRS di qualche doppiaggio, riesce a resistere agli attacchi del pilota della Mercedes. All'ultimo giro Sergio Pérez esce di pista alla prima curva, dopo un contatto con Pierre Gasly, dovendo abbandonare la gara. In realtà, per un errore nell'indicazione sul display dei piloti, il termine della gara è anticipato di un giro, ciò che permette al messicano di restare classificato nei punti.
Valtteri Bottas conquista la sesta vittoria in carriera in Formula 1, davanti a Sebastian Vettel e Lewis Hamilton. Grazie ai risultati della gara, la lotta per il titolo piloti è riservata soltanto ai due piloti della Mercedes, rendendo così la scuderia tedesca l'unica squadra nella storia della Formula 1 a vincere sei titoli piloti consecutivi. La Mercedes conquista anche il sesto mondiale di fila riservato ai costruttori, eguagliando il primato detenuto dalla Ferrari delle stagioni 1999-2004.

### Gran Premio del Messico
Charles Leclerc mantiene il comando alla partenza, mentre Sebastian Vettel resiste all'attacco di Lewis Hamilton. Poco dopo il britannico si tocca con Max Verstappen, ma i due sono in grado di proseguire, anche se Alexander Albon e Carlos Sainz Jr. si inseriscono alle spalle del duo della Ferrari, mentre Verstappen è passato anche da Valtteri Bottas.
Sempre nel corso del primo giro Leclerc arriva lungo alla curva 4, e viene urtato, leggermente, da Vettel. Al quarto giro Verstappen passa Bottas alla curva 13, ma la sua gomma posteriore destra viene forata: il pilota della Red Bull Racing è costretto a compiere quasi un giro senza la copertura, prima di potere entrare ai box, per cambiare le gomme. Alla sosta Verstappen opta per gomme dure.
Al settimo giro Bottas passa Sainz Jr. per la quinta posizione. Tre giri dopo Sergio Pérez passa Daniil Kvjat per l'ottavo posto, prima che il russo entri ai box per il cambio gomme. Al dodicesimo giro si ferma anche Lando Norris. Alla ripartenza la gomma anteriore sinistra non è ben fissata, ciò che costringe l'inglese a fermarsi alla fine della corsia dei box, ed essere riportato alla piazzola della sua scuderia, per fissare lo pneumatico.
Al giro 14 si ferma Albon, che monta ancora coperture medie. Un giro dopo è il turno di Leclerc, che anche lui rimonta la stessa tipologia di gomme. Ai box si ferma anche Sainz Jr.. Al comando si trova così Sebastian Vettel, con 1"9 di margine su Hamilton, 8"9 Bottas e 17"5 Leclerc; seguono poi Albon e Pérez. Il messicano attende il ventesimo giro per il cambio gomme. Hamilton si ferma al ventitreesimo passaggio, passando a gomme dure; rientra in pista al quarto posto. Nello stesso giro c'è un contatto tra Verstappen e Kevin Magnussen.
Al trentesimo giro Vettel, che non ha effettuato la sosta, comanda con 6"1 su Bottas, 12"6 su Leclerc, 18"3 su Hamilton e 24"5 su Albon. Vettel perde un po' di tempo nei doppiaggi, prima di fermarsi al giro 37, dove monta gomme dure. Un giro prima si era fermato anche Valtteri Bottas, anche lui passato da gomme medie a gomme dure. Passa a condurre Charles Leclerc, che è davanti a Lewis Hamilton, Alexander Albon, Sebastian Vettel, Valtteri Bottas e Daniel Ricciardo, che non si è ancora fermato.
Al quarantaduesimo giro Leclerc effettua la seconda sosta, passando a gomme dure. Il pit stop non è perfetto, e costa al ferrarista quattro secondi. Il monegasco rientra in gara quinto, ma passa presto quarto, dopo la seconda sosta di Albon. Hamilton conduce su Vettel, con un margine di circa tre secondi. Al giro 50 c'è la sosta di Daniel Ricciardo, che da sesto passa ottavo.
Grazie ai doppiaggi, Bottas si avvicina a Vettel, così come Leclerc riduce il margine sul finlandese. Al cinquantasettesimo giro il monegasco va lungo alla prima staccata, e perde l'occasione per passare Bottas. Più dietro Ricciardo attacca Pérez, ma commette anche lui un errore in frenata, va lungo nella via di fuga e permette al messicano di mantenere il settimo posto.
Negli ultimi giri Vettel riduce il margine su Hamilton, senza però riuscire a impensierirlo per la vittoria. Per il britannico è l'ottantatreesimo successo nel mondiale; la vittoria in Messico è la centesima, come costruttore, per la Mercedes. Il terzo posto del compagno di scuderia, Bottas, non consente a Hamilton di conquistare, matematicamente, il sesto titolo mondiale, il terzo consecutivo.

### Gran Premio degli Stati Uniti
Alla partenza Valtteri Bottas mantiene il comando della gara, mentre Sebastian Vettel, partito secondo, è subito passato da Max Verstappen, alla prima curva. Nel corso del primo giro il pilota tedesco è superato anche da Charles Leclerc, Lewis Hamilton e Lando Norris.
Per un contatto con Carlos Sainz Jr., Alexander Albon è costretto a fermarsi ai box, per sostituire gli pneumatici. Vettel sconta problemi di guidabilità, e viene superato anche da Daniel Ricciardo. La gara del ferrarista termina al settimo giro quando, per il cedimento della sospensione posteriore destra, dopo essere passato su un cordolo, il pilota è costretto al ritiro. Al nono passaggio Ricciardo passa Norris, per il quinto posto.
Bottas comanda la gara, con circa due secondi di vantaggio su Verstappen, tre e mezzo su Hamilton e oltre dodici e mezzo su Leclerc. Al tredicesimo giro Verstappen, ormai pressato da Hamilton, si ferma per il cambio delle gomme. L'olandese passa a mescole dure. La stessa azione viene effettuata, il giro dopo, da Bottas.
Al comando passa così Lewis Hamilton, che precede ancora Leclerc, Bottas e Verstappen. Il finlandese della Mercedes passa Leclerc al quindicesimo giro, portandosi al secondo posto. Il monegasco cede, poco dopo, anche a Verstappen. Bottas cerca di ridurre il margine di distacco da Hamilton, che prosegue con le gomme della partenza. Al giro diciannove si ferma Lando Norris. Un giro dopo si ferma anche Charles Leclerc, che riparte con gomme hard. Il pit stop del ferrarista dura oltre sette secondi, che costringe il monegasco a rientrare in gara sesto, alle spalle delle due Renault. Il cambio gomme di Ricciardo e il sorpasso su Nico Hülkenberg permettono a Leclerc di tornare al quarto posto.
Al ventitreesimo giro Bottas raggiunge Hamilton, che passa ai box, per montare gomme dure. Il britannico rientra in pista alle spalle anche di Verstappen. Al giro 25 Carlos Sainz Jr. passa Hülkenberg, ed è settimo, alle spalle di Norris. Dalle retrovie risale anche Alexander Albon che, al giro 31, raggiunge e supera Sainz Jr.
Tra il trentaquattresimo e trentacinquesimo passaggio si fermano sia Verstappen che Bottas, che optano per terminare la gara con gomme medie. Torna al comando Lewis Hamilton, che cerca di arrivare alla fine della gara con una sola sosta. In due giri, tra il trentacinquesimo e il trentasettesimo passaggio, Albon supera Norris e Ricciardo, piazzandosi quinto. Il thailandese effettua la seconda fermata per il cambio gomme, al giro 41. Retrocede in nona posizione.
Charles Leclerc, che ha ampio margine sugli inseguitori, si ferma, per la seconda volta, al giro 42. Monta gomme soft, andando alla ricerca del giro veloce, che ottiene al giro 44. Albon, in pochi giri, passa Gasly, Sainz Jr. e Ricciardo, e si riporta quinto.
Negli ultimi giri Hamilton va in crisi con le gomme e viene raggiunto, e passato, da Bottas, al giro 52. Anche Max Verstappen si avvicina al britannico, ma non può passarlo in quanto, alla fine del lungo rettilineo del secondo settore, sono esposte le bandiere gialle per l'uscita di pista di Kevin Magnussen.
Bottas vince la sua settima gara in carriera, mentre Lewis Hamilton conquista il suo sesto titolo mondiale piloti, il terzo consecutivo.

### Gran Premio del Brasile

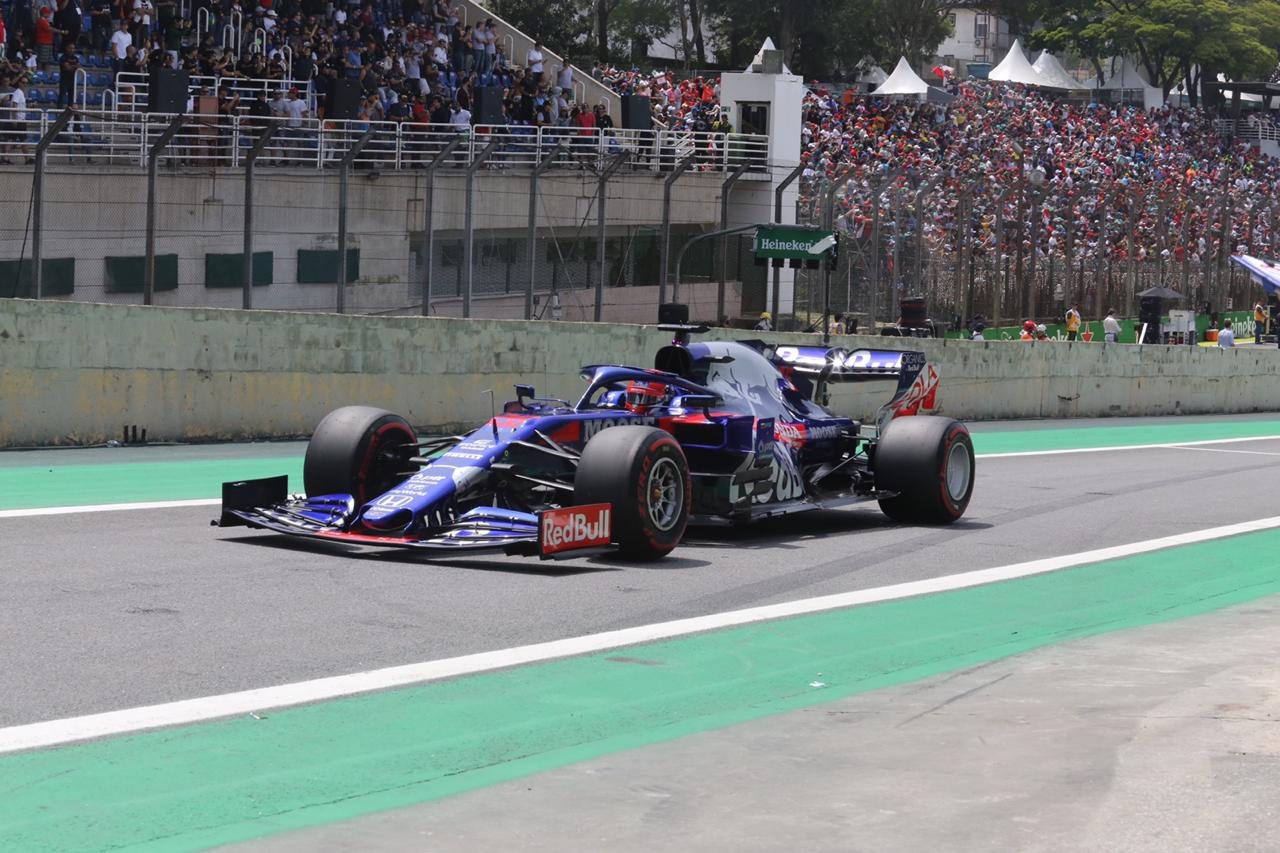
Daniil Kvjat su Toro Rosso impegnato nel Gran Premio del Brasile.

Alla partenza Max Verstappen resiste al comando dall'attacco di Sebastian Vettel che viene passato, a sua volta, da Lewis Hamilton. Al quarto posto si pone Valtteri Bottas, che precede Alexander Albon, Pierre Gasly, Romain Grosjean e Kimi Räikkönen. Charles Leclerc, partito quattordicesimo, al termine del primo giro è undicesimo.
Al terzo giro Kimi Räikkönen passa Grosjean, mentre Leclerc è nono. Il pilota della Ferrari prosegue la sua rimonta nei giri seguenti, sorpassando Grosjean, Räikkönen e Gasly, entro il decimo giro. All'ottavo giro c'è un contatto tra Daniel Ricciardo e Kevin Magnussen alla curva 4; la direzione di gara reputa l'australiano colpevole del contatto, penalizzandolo di cinque secondi.
Al ventesimo giro passa ai box Lewis Hamilton, che però opta ancora per gomme soft. Il giro successivo esegue la stessa mossa anche Verstappen. L'olandese rischia il contatto con Robert Kubica nella corsia dei box, e perde secondi preziosi, che lo fanno rientrare in gara alle spalle di Hamilton. Il pilota della Red Bull Racing riesce a passare, al termine del giro, il britannico, che ha un problema con il set up del motore. In testa, nel frattempo, vi è Sebastian Vettel, che precede Valtteri Bottas.
Al ventiquattresimo giro si ferma anche Alexander Albon, che passa, invece, a gomme medie. Ancora un giro e si ferma anche Vettel, anche lui passando alle coperture medie. Scelta diversa per Bottas, che si ferma al giro 26, e monta le gomme di mescola più dura. Max Verstappen torna al comando, davanti a Lewis Hamilton, Charles Leclerc (che, partito con gomme medie, non ha ancora effettuato il pit stop), Sebastian Vettel, Valtteri Bottas, Alexander Albon e le due McLaren. Lo stop di Leclerc viene effettuato al ventinovesimo passaggio: il monegasco monta gomme hard. Verstappen comanda con circa tre secondi di margine su Hamilton, 12"7 su Vettel e 21"7 su Bottas. Il finlandese della Mercedes effettua la seconda sosta al giro 41, passando a gomme medie.
Al giro 43 si ferma Hamilton, che monta gomme medie, seguito, dopo un giro, da Verstappen, che segue la stessa strategia. Dopo qualche giro Bottas e Leclerc ingaggiano un lungo duello per il sesto posto, con il ferrarista che riesce a mantenere la posizione. Vettel, che si trovava a condurre la gara dopo il pit stop dei primi due piloti, si ferma per la sua seconda sosta al giro 49. Il tedesco passa alle morbide. Un giro dopo anche Albon si ferma, montando gomme soft nuove. La graduatoria vede nuovamente in vetta Verstappen, che comanda su Hamilton, Vettel, Albon, Leclerc e Bottas.
Al cinquantaduesimo giro termina la gara di Bottas, che per un problema tecnico è costretto al ritiro. La direzione di gara, dopo due giri, decide di inviare in pista la vettura di sicurezza. Max Verstappen opta per una nuova sosta, mentre prosegue in pista Hamilton, che si trova così a condurre, davanti all'olandese. Va ai box anche Leclerc, per il suo secondo pit stop. Alla ripartenza Verstappen passa subito Hamilton, che pure aveva cercato di mettere spazio tra la fila di monoposto e la vettura di sicurezza. Dietro, anche Alexander Albon sorpassa Vettel. Il tedesco tenta, senza riuscire, in più riprese, a ripassare il pilota della Red Bull Racing. Al sessantacinquesimo giro Charles Leclerc sorprende il compagno di team Vettel alla "S" do Senna. Vettel cerca di ripassarlo lungo la Reta Oposta: le due vetture vanno a contatto, e sono costrette, entrambe, al ritiro.
I commissari di gara inviano in pista, per la seconda volta, la safety car. Verstappen guida il plotone dei piloti, davanti ad Albon, Gasly e Hamilton che, in crisi di gomme, è stato costretto a un nuovo pit stop, che gli è costato due posizioni. Alla ripartenza il campione del mondo passa agevolmente Gasly, e risale terzo. Al giro 69, nel tentativo di sorpassare Alexander Albon, Lewis Hamilton tocca la monoposto del pilota thailandese, che termina in testacoda, ed esce fuori dalla zona dei punti. Hamilton perde una posizione, ripassato da Gasly. Negli ultimi due giri l'inglese tenta di superare di nuovo il pilota della Toro Rosso: i due arrivano in volata sul traguardo, ma Gasly resiste al ritorno di Hamilton.
Max Verstappen vince per l'ottava volta in carriera; Pierre Gasly, secondo, ottiene il suo primo podio iridato (secondo podio stagionale per la Toro Rosso), mentre Hamilton, poi penalizzato sul tempo di gara per il contatto con Albon, giunto terzo, scala in settima posizione. Terzo classificato è così Carlos Sainz Jr., partito dall'ultima posizione. Anche per lo spagnolo è il primo podio in carriera in Formula 1.

### Gran Premio di Abu Dhabi
Al via Lewis Hamilton scatta dalla pole position e rimane al comando; il britannico precede Max Verstappen, Charles Leclerc, Sebastian Vettel, Alexander Albon e le due McLaren. Nel corso del primo giro Leclerc ha la meglio su Verstappen, che resiste all'attacco dell'altro ferrarista Vettel. Il tedesco, nel secondo giro, riesce a passare l'olandese, che però si riprende subito la terza posizione. Nelle retrovie si fa largo Valtteri Bottas: partito ultimo, già alla fine del secondo giro è salito al quattordicesimo posto.
Hamilton amplia subito il margine su Leclerc, tanto che al decimo giro il neocampione del mondo ha già oltre 5 secondi di vantaggio sul monegasco, 8 su Verstappen e 12 su Vettel. Bottas risale ancora, entrando in zona punti, scavalcando anche Sergio Pérez, dopo qualche giro di attesa. La rimonta del finnico è limitata dal fatto che la direzione di gara, nei primi minuti, non concede l'uso del DRS, per un problema tecnico.
Al dodicesimo giro le due Ferrari, una dietro l'altra, procedono al pit stop, passando a gomme dure. Al momento della sostituzione degli pneumatici di Vettel c'è una piccola imprecisione che costa al tedesco qualche secondo. Il giro successivo è il turno del passaggio ai box per Alexander Albon. Hamilton conduce ora su Verstappen, Leclerc, Nico Hülkenberg, Valtteri Bottas (che non hanno ancora cambiato gomme), Vettel, Albon e Pérez.
Vettel attacca Bottas, ma senza riuscire a passare il pilota della Mercedes. Poco dopo, al giro 18, la direzione di gara comunica che il DRS è nuovamente utilizzabile. Ne approfitta Bottas che passa Hülkenberg. Subito dopo il pilota della Renault va al cambio gomme. Al venticinquesimo giro si ferma Max Verstappen, che monta gomme di mescola dura. L'olandese rientra in gara alle spalle di Leclerc.
Lewis Hamilton attende il giro 26 per montare gomme nuove, optando anch'egli per gomme dure. Il britannico mantiene comodamente il comando della gara, con oltre 7 secondi di vantaggio su Charles Leclerc, oltre 12 su Max Verstappen, 26 su Bottas e 30 su Vettel. Al giro 29 si ferma anche l'altro pilota della Mercedes, Bottas. Il finlandese segue la stessa strategia degli altri piloti di testa, montando gomme hard. Dopo il pit stop Bottas è sesto, alle spalle di Albon.
Verstappen si avvicina a Leclerc, passandolo al giro 31. Il monegasco non sembra avere un bel ritmo, tanto che al trentottesimo giro c'è un nuovo pit stop per le due Ferrari, ancora una dietro l'altra. Leclerc opta per gomme medie, mentre Vettel monta un treno di gomme soft. Leclerc rientra in pista nuovamente terzo, precedendo di poco sia Albon che Bottas. Vettel, invece, cede due posizioni, rimanendo alle spalle di questi due piloti.
Al giro 39 Valtteri Bottas prende la posizione ad Alexander Albon. Nei giri finali il thailandese deve vedersi dalla rimonta di Vettel, che passa il pilota della Red Bull al giro 53. Anche Bottas riesce ad avvicinarsi a Leclerc, senza avere però l'opportunità di un sorpasso.
Lewis Hamilton conquista la sua ottantaquattresima vittoria nel mondiale di Formula 1 e il suo sesto Gran Chelem in carriera (pole position, vittoria, giro veloce e gara comandata per tutti i giri).

## Risultati

### Risultato dei Gran Premi
| Nº | Gran Premio                   | Circuito          | Pole position    | Giro veloce      | Pilota vincitore | Scuderia vincitrice   | Resoconto |
| -- | ----------------------------- | ----------------- | ---------------- | ---------------- | ---------------- | --------------------- | --------- |
| 1  | Gran Premio d'Australia       | Melbourne         | Lewis Hamilton   | Valtteri Bottas  | Valtteri Bottas  | Mercedes              | Resoconto |
| 2  | Gran Premio del Bahrein       | Sakhir            | Charles Leclerc  | Charles Leclerc  | Lewis Hamilton   | Mercedes              | Resoconto |
| 3  | Gran Premio di Cina           | Shanghai          | Valtteri Bottas  | Pierre Gasly     | Lewis Hamilton   | Mercedes              | Resoconto |
| 4  | Gran Premio d'Azerbaigian     | Baku              | Valtteri Bottas  | Charles Leclerc  | Valtteri Bottas  | Mercedes              | Resoconto |
| 5  | Gran Premio di Spagna         | Montmeló          | Valtteri Bottas  | Lewis Hamilton   | Lewis Hamilton   | Mercedes              | Resoconto |
| 6  | Gran Premio di Monaco         | Monaco            | Lewis Hamilton   | Pierre Gasly     | Lewis Hamilton   | Mercedes              | Resoconto |
| 7  | Gran Premio del Canada        | Montréal          | Sebastian Vettel | Valtteri Bottas  | Lewis Hamilton   | Mercedes              | Resoconto |
| 8  | Gran Premio di Francia        | Le Castellet      | Lewis Hamilton   | Sebastian Vettel | Lewis Hamilton   | Mercedes              | Resoconto |
| 9  | Gran Premio d'Austria         | Spielberg         | Charles Leclerc  | Max Verstappen   | Max Verstappen   | Red Bull Racing-Honda | Resoconto |
| 10 | Gran Premio di Gran Bretagna  | Silverstone       | Valtteri Bottas  | Lewis Hamilton   | Lewis Hamilton   | Mercedes              | Resoconto |
| 11 | Gran Premio di Germania       | Hockenheim        | Lewis Hamilton   | Max Verstappen   | Max Verstappen   | Red Bull Racing-Honda | Resoconto |
| 12 | Gran Premio d'Ungheria        | Mogyoród          | Max Verstappen   | Max Verstappen   | Lewis Hamilton   | Mercedes              | Resoconto |
| 13 | Gran Premio del Belgio        | Francorchamps     | Charles Leclerc  | Sebastian Vettel | Charles Leclerc  | Ferrari               | Resoconto |
| 14 | Gran Premio d'Italia          | Monza             | Charles Leclerc  | Lewis Hamilton   | Charles Leclerc  | Ferrari               | Resoconto |
| 15 | Gran Premio di Singapore      | Singapore         | Charles Leclerc  | Kevin Magnussen  | Sebastian Vettel | Ferrari               | Resoconto |
| 16 | Gran Premio di Russia         | Soči              | Charles Leclerc  | Lewis Hamilton   | Lewis Hamilton   | Mercedes              | Resoconto |
| 17 | Gran Premio del Giappone      | Suzuka            | Sebastian Vettel | Lewis Hamilton   | Valtteri Bottas  | Mercedes              | Resoconto |
| 18 | Gran Premio del Messico       | Città del Messico | Charles Leclerc  | Charles Leclerc  | Lewis Hamilton   | Mercedes              | Resoconto |
| 19 | Gran Premio degli Stati Uniti | Austin            | Valtteri Bottas  | Charles Leclerc  | Valtteri Bottas  | Mercedes              | Resoconto |
| 20 | Gran Premio del Brasile       | San Paolo         | Max Verstappen   | Valtteri Bottas  | Max Verstappen   | Red Bull Racing-Honda | Resoconto |
| 21 | Gran Premio di Abu Dhabi      | Abu Dhabi         | Lewis Hamilton   | Lewis Hamilton   | Lewis Hamilton   | Mercedes              | Resoconto |

### Risultato delle qualifiche
| Nº | Pilota             |    |      |    |       |      |      |      |       |       |    |       |       |       |       |       |       |      |     |    |       |       |
| -- | ------------------ | -- | ---- | -- | ----- | ---- | ---- | ---- | ----- | ----- | -- | ----- | ----- | ----- | ----- | ----- | ----- | ---- | --- | -- | ----- | ----- |
| 3  | Daniel Ricciardo   | 12 | 10   | 7  | 10    | 13+3 | 6    | 4    | 8     | 12    | 7  | 13    | 20+60 | 10+5  | 5     | 20+10 | 10    | 16   | 13  | 9  | 11    | 7     |
| 4  | Lando Norris       | 8  | 9    | 15 | 7     | 10   | 12   | 8    | 5     | 5     | 8  | 19+30 | 7     | 11    | 16+30 | 9     | 7     | 8    | 8   | 8  | 10    | 6     |
| 5  | Sebastian Vettel   | 3  | 2    | 3  | 3     | 3    | 4    | 1    | 7     | 9     | 6  | 20+10 | 5     | 2     | 4     | 3     | 3     | 1    | 2   | 2  | 2     | 4     |
| 7  | Kimi Räikkönen     | 9  | 8    | 13 | P     | 14   | 14   | 16   | 12    | 6     | 12 | 5     | 10    | 6     | P     | 12    | 15    | 13   | 14  | 17 | 8     | 17    |
| 8  | Romain Grosjean    | 6  | 11+3 | 10 | 14    | 7    | 13   | 14   | 16    | 11    | 14 | 6     | 9     | 9     | 13    | 17    | 8     | 10   | 18  | 15 | 7     | 15    |
| 10 | Pierre Gasly       | 17 | 13   | 6  | P     | 6    | 8+3  | 5    | 9     | 8     | 5  | 4     | 6     | 13    | 17+30 | 11    | 16+5  | 9    | 10  | 10 | 6     | 11    |
| 11 | Sergio Pérez       | 10 | 14   | 12 | 5     | 15   | 16   | 15   | 14    | 13    | 15 | 8     | 16    | 7     | 18+35 | 15+5  | 11    | 17   | 11  | P  | 15    | 10    |
| 16 | Charles Leclerc    | 5  | 1    | 4  | 8     | 5    | 15   | 3    | 3     | 1     | 3  | 10    | 4     | 1     | 1     | 1     | 1     | 2    | 1   | 4  | 14+10 | 3     |
| 18 | Lance Stroll       | 16 | 18   | 16 | 13    | 16   | 17   | 17   | 17    | 14    | 18 | 15    | 18    | 16+30 | 9     | 16    | 14    | 12   | 16  | 14 | 17    | 12    |
| 20 | Kevin Magnussen    | 7  | 6    | 9  | 12    | 8    | 5    | P    | 15    | 10+5  | 16 | 12    | 14    | 8     | 11    | 13    | 13    | 19+5 | 17  | 12 | 9     | 14    |
| 23 | Alexander Albon    | 13 | 12   | P  | 11    | 11   | 10   | 13   | 11    | 18+60 | 9  | 16    | 12    | 17+35 | 8     | 6     | P     | 6    | 5   | 6  | 5     | 5     |
| 26 | Daniil Kvjat       | 15 | 15   | 11 | 6     | 9    | 7    | 10   | 19+60 | 16    | 17 | 14    | 13    | 19+45 | 12    | 14    | 19+40 | 14   | 9   | 13 | 16    | 13    |
| 27 | Nico Hülkenberg    | 11 | 17   | 8  | 15    | P    | 11   | 7    | 13    | 15+5  | 10 | 9     | 11    | 12+5  | 6     | 8     | 6     | 15   | 12  | 11 | 13    | 9     |
| 33 | Max Verstappen     | 4  | 5    | 5  | 4     | 4    | 3    | 9    | 4     | 2     | 4  | 2     | 1     | 5     | 19+30 | 4     | 9+5   | 5    | 4+3 | 3  | 1     | 2     |
| 44 | Lewis Hamilton     | 1  | 3    | 2  | 2     | 2    | 1    | 2    | 1     | 4+3   | 2  | 1     | 3     | 3     | 2     | 2     | 2     | 4    | 3   | 5  | 3     | 1     |
| 55 | Carlos Sainz Jr.   | 18 | 7    | 14 | 9     | 12   | 9    | 11+3 | 6     | 19+60 | 13 | 7     | 8     | 15+15 | 7     | 7     | 5     | 7    | 7   | 7  | 20+30 | 8     |
| 63 | George Russell     | 19 | 19   | 17 | 16    | 19+5 | 19   | 18   | 20+20 | P     | 19 | 17    | 15    | 14    | 14    | 18    | 17    | 18   | 19  | 18 | 18    | 18    |
| 77 | Valtteri Bottas    | 2  | 4    | 1  | 1     | 1    | 2    | 6    | 2     | 3     | 1  | 3     | 2     | 4     | 3     | 5     | 4     | 3    | 6   | 1  | 4     | 20+35 |
| 88 | Robert Kubica      | 20 | 20   | 18 | P     | 17   | 20   | 19   | 18    | 17    | 20 | 18    | 19    | P     | 15    | 19    | 18+15 | P    | 20  | 19 | 19    | 19    |
| 99 | Antonio Giovinazzi | 14 | 16   | 19 | 17+10 | 18+5 | 18+3 | 13   | 10    | 7     | 11 | 11    | 17+3  | 18+40 | 10    | 10    | 12    | 11   | 15  | 16 | 12    | 16    |
| Nº | Pilota             |    |      |    |       |      |      |      |       |       |    |       |       |       |       |       |       |      |     |    |       |       |

| Legenda | + – Precede il numero di posizioni di penalità sulla griglia di partenza. § – Indica quei piloti che per penalità sono stati retrocessi in fondo alla griglia di partenza. P – Indica quei piloti che hanno preso il via dalla pit lane. |

## Classifiche

### Sistema di punteggio
| Posizione | 1ª | 2ª | 3ª | 4ª | 5ª | 6ª | 7ª | 8ª | 9ª | 10ª | GV |
| Punti     | 25 | 18 | 15 | 12 | 10 | 8  | 6  | 4  | 2  | 1   | 1  |

### Classifica piloti
| Pos. | Pilota             |     |     |     |     |     |     |     |     |    |     |     |     |     |     |     |     |     |     |     |     |     | Punti |
| ---- | ------------------ | --- | --- | --- | --- | --- | --- | --- | --- | -- | --- | --- | --- | --- | --- | --- | --- | --- | --- | --- | --- | --- | ----- |
| 1    | Lewis Hamilton     | 2   | 1   | 1   | 2   | 1   | 1   | 1   | 1   | 5  | 1   | 9   | 1   | 2   | 3   | 4   | 1   | 3   | 1   | 2   | 7   | 1   | 413   |
| 2    | Valtteri Bottas    | 1   | 2   | 2   | 1   | 2   | 3   | 4   | 2   | 3  | 2   | Rit | 8   | 3   | 2   | 5   | 2   | 1   | 3   | 1   | Rit | 4   | 326   |
| 3    | Max Verstappen     | 3   | 4   | 4   | 4   | 3   | 4   | 5   | 4   | 1  | 5   | 1   | 2   | Rit | 8   | 3   | 4   | Rit | 6   | 3   | 1   | 2   | 278   |
| 4    | Charles Leclerc    | 5   | 3   | 5   | 5   | 5   | Rit | 3   | 3   | 2  | 3   | Rit | 4   | 1   | 1   | 2   | 3   | 6   | 4   | 4   | 18* | 3   | 264   |
| 5    | Sebastian Vettel   | 4   | 5   | 3   | 3   | 4   | 2   | 2   | 5   | 4  | 16  | 2   | 3   | 4   | 13  | 1   | Rit | 2   | 2   | Rit | 17* | 5   | 240   |
| 6    | Carlos Sainz Jr.   | Rit | 19* | 14  | 7   | 8   | 6   | 11  | 6   | 8  | 6   | 5   | 5   | Rit | Rit | 12  | 6   | 5   | 13  | 8   | 3   | 10  | 96    |
| 7    | Pierre Gasly       | 11  | 8   | 6   | Rit | 6   | 5   | 8   | 10  | 7  | 4   | 14* | 6   | 9   | 11  | 8   | 14  | 7   | 9   | 16* | 2   | 18  | 95    |
| 8    | Alexander Albon    | 14  | 9   | 10  | 11  | 11  | 8   | Rit | 15  | 15 | 12  | 6   | 10  | 5   | 6   | 6   | 5   | 4   | 5   | 5   | 14  | 6   | 92    |
| 9    | Daniel Ricciardo   | Rit | 18* | 7   | Rit | 12  | 9   | 6   | 11  | 12 | 7   | Rit | 14  | 14  | 4   | 13  | Rit | SQ  | 8   | 6   | 6   | 11  | 54    |
| 10   | Sergio Pérez       | 13  | 10  | 8   | 6   | 15  | 12  | 12  | 12  | 11 | 17  | Rit | 11  | 6   | 7   | Rit | 7   | 8   | 7   | 10  | 9   | 7   | 52    |
| 11   | Lando Norris       | 12  | 6   | 18* | 8   | Rit | 11  | Rit | 9   | 6  | 11  | Rit | 9   | 11* | 10  | 7   | 8   | 11  | Rit | 7   | 8   | 8   | 49    |
| 12   | Kimi Räikkönen     | 8   | 7   | 9   | 10  | 14  | 17  | 15  | 7   | 9  | 8   | 12  | 7   | 16  | 15  | Rit | 13  | 12  | Rit | 11  | 4   | 13  | 43    |
| 13   | Daniil Kvjat       | 10  | 12  | Rit | Rit | 9   | 7   | 10  | 14  | 17 | 9   | 3   | 15  | 7   | Rit | 15  | 12  | 10  | 11  | 12  | 10  | 9   | 37    |
| 14   | Nico Hülkenberg    | 7   | 17* | Rit | 14  | 13  | 13  | 7   | 8   | 13 | 10  | Rit | 12  | 8   | 5   | 9   | 10  | SQ  | 10  | 9   | 15  | 12  | 37    |
| 15   | Lance Stroll       | 9   | 14  | 12  | 9   | Rit | 16  | 9   | 13  | 14 | 13  | 4   | 17  | 10  | 12  | 14  | 11  | 9   | 12  | 13  | 19* | Rit | 21    |
| 16   | Kevin Magnussen    | 6   | 13  | 13  | 13  | 7   | 14  | 17  | 17  | 19 | Rit | 8   | 13  | 12  | Rit | 17  | 9   | 15  | 15  | 18* | 11  | 14  | 20    |
| 17   | Antonio Giovinazzi | 15  | 11  | 15  | 12  | 16  | 19  | 13  | 16  | 10 | Rit | 13  | 18  | 18* | 9   | 10  | 15  | 14  | 14  | 14  | 5   | 16  | 14    |
| 18   | Romain Grosjean    | Rit | Rit | 11  | Rit | 10  | 10  | 14  | Rit | 16 | Rit | 7   | Rit | 13  | 16  | 11  | Rit | 13  | 17  | 15  | 13  | 15  | 8     |
| 19   | Robert Kubica      | 17  | 16  | 17  | 16  | 18  | 18  | 18  | 18  | 20 | 15  | 10  | 19  | 17  | 17  | 16  | Rit | 17  | 18  | Rit | 16  | 19  | 1     |
| 20   | George Russell     | 16  | 15  | 16  | 15  | 17  | 15  | 16  | 19  | 18 | 14  | 11  | 16  | 15  | 14  | Rit | Rit | 16  | 16  | 17  | 12  | 17  | 0     |
| Pos. | Pilota             |     |     |     |     |     |     |     |     |    |     |     |     |     |     |     |     |     |     |     |     |     | Punti |

| Legenda | 1º posto     | 2º posto | 3º posto    | A punti         | Senza punti/Non class.  | Grassetto – Pole position Corsivo – Giro più veloce |
| Legenda | Squalificato | Ritirato | Non partito | Non qualificato | Solo prove/Terzo pilota | Grassetto – Pole position Corsivo – Giro più veloce |

* – Indica i piloti ritirati ma ugualmente classificati avendo coperto, come previsto dal regolamento, almeno il 90% della distanza di gara.

### Classifica costruttori
| Pos. | Costruttore               | Pilota     |     |     |     |     |     |     |     |     |    |     |     |     |     |     |     |     |     |     |     |     |     | Punti |
| ---- | ------------------------- | ---------- | --- | --- | --- | --- | --- | --- | --- | --- | -- | --- | --- | --- | --- | --- | --- | --- | --- | --- | --- | --- | --- | ----- |
| 1    | Mercedes                  | Hamilton   | 2   | 1   | 1   | 2   | 1   | 1   | 1   | 1   | 5  | 1   | 9   | 1   | 2   | 3   | 4   | 1   | 3   | 1   | 2   | 7   | 1   | 739   |
| 1    | Mercedes                  | Bottas     | 1   | 2   | 2   | 1   | 2   | 3   | 4   | 2   | 3  | 2   | Rit | 8   | 3   | 2   | 5   | 2   | 1   | 3   | 1   | Rit | 4   | 739   |
| 2    | Ferrari                   | Vettel     | 4   | 5   | 3   | 3   | 4   | 2   | 2   | 5   | 4  | 16  | 2   | 3   | 4   | 13  | 1   | Rit | 2   | 2   | Rit | 17* | 5   | 504   |
| 2    | Ferrari                   | Leclerc    | 5   | 3   | 5   | 5   | 5   | Rit | 3   | 3   | 2  | 3   | Rit | 4   | 1   | 1   | 2   | 3   | 6   | 4   | 4   | 18* | 3   | 504   |
| 3    | Red Bull Racing-Honda     | Verstappen | 3   | 4   | 4   | 4   | 3   | 4   | 5   | 4   | 1  | 5   | 1   | 2   | Rit | 8   | 3   | 4   | Rit | 6   | 3   | 1   | 2   | 417   |
| 3    | Red Bull Racing-Honda     | Gasly      | 11  | 8   | 6   | Rit | 6   | 5   | 8   | 10  | 7  | 4   | 14* | 6   |     |     |     |     |     |     |     |     |     | 417   |
| 3    | Red Bull Racing-Honda     | Albon      |     |     |     |     |     |     |     |     |    |     |     |     | 5   | 6   | 6   | 5   | 4   | 5   | 5   | 14  | 6   | 417   |
| 4    | McLaren-Renault           | Sainz Jr.  | Rit | 19* | 14  | 7   | 8   | 6   | 11  | 6   | 8  | 6   | 5   | 5   | Rit | Rit | 12  | 6   | 5   | 13  | 8   | 3   | 10  | 145   |
| 4    | McLaren-Renault           | Norris     | 12  | 6   | 18* | 8   | Rit | 11  | Rit | 9   | 6  | 11  | Rit | 9   | 11* | 10  | 7   | 8   | 11  | Rit | 7   | 8   | 8   | 145   |
| 5    | Renault                   | Ricciardo  | Rit | 18* | 7   | Rit | 12  | 9   | 6   | 11  | 12 | 7   | Rit | 14  | 14  | 4   | 14  | Rit | SQ  | 8   | 6   | 6   | 11  | 91    |
| 5    | Renault                   | Hülkenberg | 7   | 17* | Rit | 14  | 13  | 13  | 7   | 8   | 13 | 10  | Rit | 12  | 8   | 5   | 9   | 10  | SQ  | 10  | 9   | 15  | 12  | 91    |
| 6    | Scuderia Toro Rosso-Honda | Kvjat      | 10  | 12  | Rit | Rit | 9   | 7   | 10  | 14  | 17 | 9   | 3   | 15  | 7   | Rit | 15  | 12  | 10  | 11  | 12  | 10  | 9   | 85    |
| 6    | Scuderia Toro Rosso-Honda | Albon      | 14  | 9   | 10  | 11  | 11  | 8   | Rit | 15  | 15 | 12  | 6   | 10  |     |     |     |     |     |     |     |     |     | 85    |
| 6    | Scuderia Toro Rosso-Honda | Gasly      |     |     |     |     |     |     |     |     |    |     |     |     | 9   | 11  | 8   | 14  | 7   | 9   | 16* | 2   | 18  | 85    |
| 7    | Racing Point-BWT Mercedes | Pérez      | 13  | 10  | 8   | 6   | 15  | 12  | 12  | 12  | 11 | 17  | Rit | 11  | 6   | 7   | Rit | 7   | 8   | 7   | 10  | 9   | 7   | 73    |
| 7    | Racing Point-BWT Mercedes | Stroll     | 9   | 14  | 12  | 9   | Rit | 16  | 9   | 13  | 14 | 13  | 4   | 17  | 10  | 12  | 13  | 11  | 9   | 12  | 13  | 19* | Rit | 73    |
| 8    | Alfa Romeo Racing-Ferrari | Räikkönen  | 8   | 7   | 9   | 10  | 14  | 17  | 15  | 7   | 9  | 8   | 12  | 7   | 16  | 15  | Rit | 13  | 12  | Rit | 11  | 4   | 13  | 57    |
| 8    | Alfa Romeo Racing-Ferrari | Giovinazzi | 15  | 11  | 15  | 12  | 16  | 19  | 13  | 16  | 10 | Rit | 13  | 18  | 18* | 9   | 10  | 15  | 14  | 14  | 14  | 5   | 16  | 57    |
| 9    | Haas-Ferrari              | Grosjean   | Rit | Rit | 11  | Rit | 10  | 10  | 14  | Rit | 16 | Rit | 7   | Rit | 13  | 16  | 11  | Rit | 13  | 17  | 15  | 13  | 15  | 28    |
| 9    | Haas-Ferrari              | Magnussen  | 6   | 13  | 13  | 13  | 7   | 14  | 17  | 17  | 19 | Rit | 8   | 13  | 12  | Rit | 17  | 9   | 15  | 15  | 18* | 11  | 14  | 28    |
| 10   | Williams-Mercedes         | Russell    | 16  | 15  | 16  | 15  | 17  | 15  | 16  | 19  | 18 | 14  | 11  | 16  | 15  | 14  | Rit | Rit | 16  | 16  | 17  | 12  | 17  | 1     |
| 10   | Williams-Mercedes         | Kubica     | 17  | 16  | 17  | 16  | 18  | 18  | 18  | 18  | 20 | 15  | 10  | 19  | 17  | 17  | 16  | Rit | 17  | 18  | Rit | 16  | 19  | 1     |
| Pos. | Costruttore               | Pilota     |     |     |     |     |     |     |     |     |    |     |     |     |     |     |     |     |     |     |     |     |     | Punti |

| Legenda | Grassetto – Pole position Corsivo – Giro più veloce | 1º posto     | 2º posto | 3º posto    | A punti         | Senza punti |
| Legenda | Grassetto – Pole position Corsivo – Giro più veloce | Squalificato | Ritirato | Non partito | Non qualificato |             |

 * – Indica i piloti ritirati ma ugualmente classificati avendo coperto, come previsto dal regolamento, almeno il 90% della distanza di gara.